# Pierre Merlier
Pierre Merlier, né le 14 octobre 1931 à Toutry (Côte-d'Or) et mort le 25 juillet 2017 à Auxerre (Yonne), est un sculpteur et un peintre français.
Il a résidé dans l'Yonne et y a créé toute son œuvre entre Auxerre et Escolives. Il se consacre essentiellement à la sculpture figurative. Ses personnages, bois polychromes, sont singuliers, hors normes ; ce sont parfois des caricatures de personnalités existantes. En parallèle avec le travail du bois, il réalise quelques bronzes et s'intéresse accessoirement au travail de la terre. En 2012, il abandonne progressivement les outils du sculpteur pour se consacrer à la peinture en rapport avec son œuvre sculpté.
Il présente ses œuvres dans de nombreuses expositions particulières ou collectives et participe à différents salons internationaux. Certaines de ses réalisations monumentales ornent de grandes villes françaises, d'autres sont conservées dans des musées ou fondations à travers le monde. Son œuvre abondant reflète une modernité fantastique.

## Biographie
Dès l'enfance, « ébloui par la sculpture », il « entre en art comme on entre en religion ». À l'adolescence, au sortir de la Seconde Guerre mondiale, il devient, à Auxerre, l'élève et le praticien de François Brochet (1925-2001), peintre et sculpteur de six ans son aîné. Lui revient alors la tâche de dégrossir, dans le bois, les silhouettes des futures statues du maître déjà réputé. Là, Pierre Merlier va créer ses premières œuvres et, esprit indépendant, il va très vite prendre son autonomie au grand regret de Brochet.
À cette époque, il fréquente les ateliers de l'Académie de la Grande Chaumière à Paris. Dans ces lieux, chacun vient dessiner en toute liberté des modèles qui posent pour de courtes durées. Il y a réalisé des centaines de croquis de nu. C'est là aussi qu'il pourra admirer Ossip Zadkine qui y donne des cours.

Œuvres de jeunesse
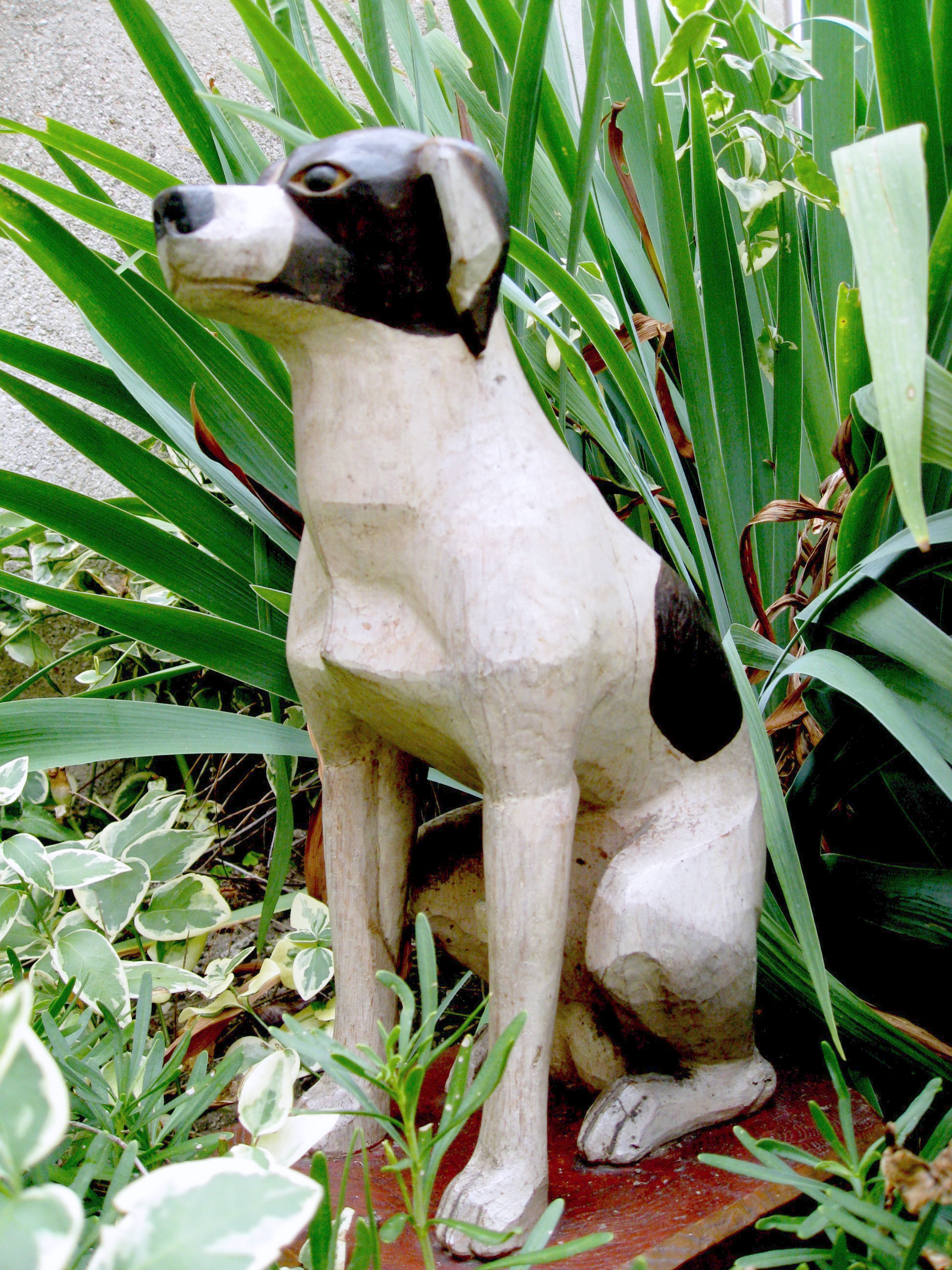
Tomy (1949), bois, 45 cm, collection particulière non sourcée.
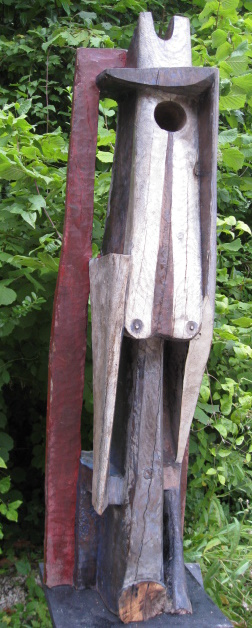
Abstraction (vers 1950), bois 110 cm, collection particulière non sourcée.

À partir de 1954, il commence à exposer dans divers salons annuels parisiens. Sa première exposition personnelle a lieu à Paris en 1955. Il s'y fait remarquer et reçoit le prix du Salon de la jeune sculpture en 1956.
Les débuts sont parfois difficiles : « La sculpture n'ouvre pas les portes du Paradis ; sculpter, c'est travailler pour le roi de Prusse ! Et pour vivre de son art, il faut être un peu opportuniste, ce que je ne suis pas… » ; vivant alors pauvrementent, il partage ces temps de vache maigre en compagnie d'artistes auxerrois en devenir.

Années 1960
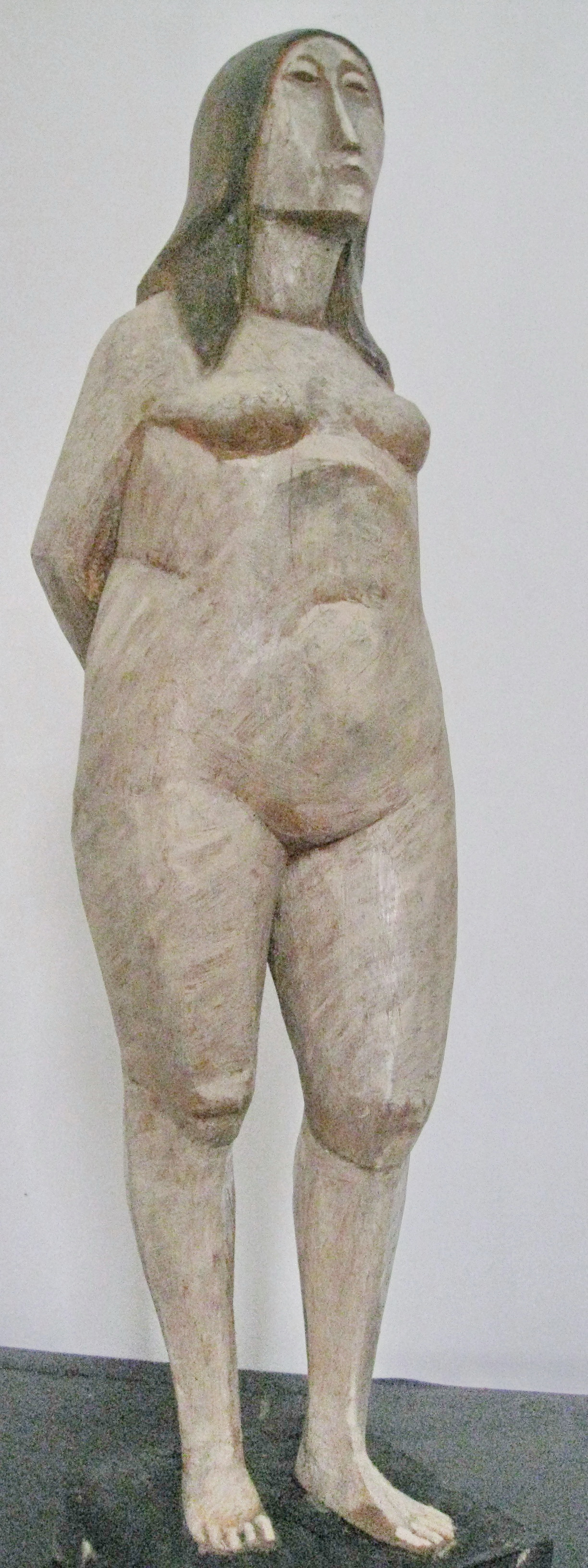
Petit nu (vers 1960), bois, 56 cm, collection particulière non sourcée.
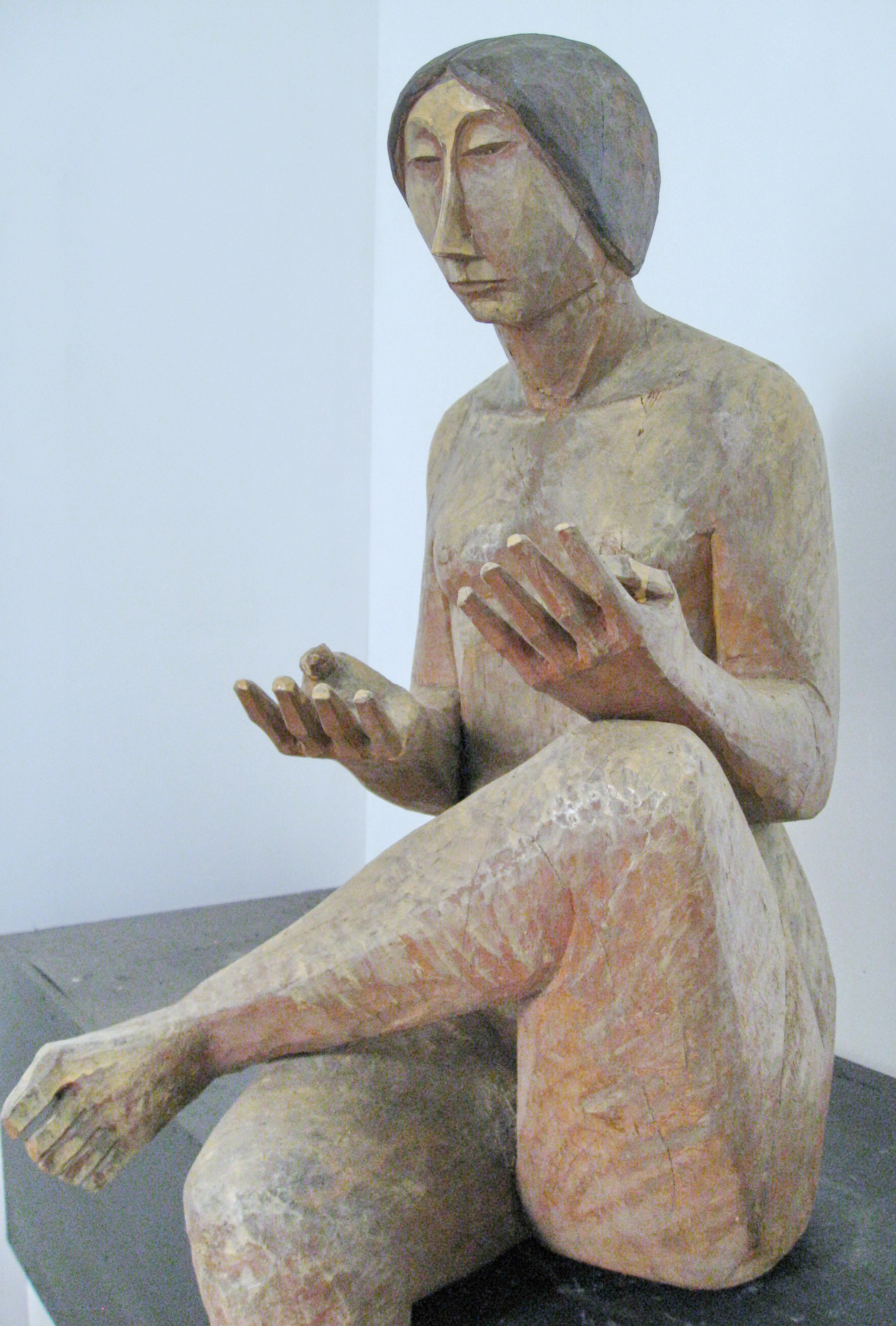
La Lectrice (vers 1960), bois, 110 cm, collection particulière non sourcée.

Sculpteur refusant les tendances d'avant-garde des années 1960, il obtient, en 1961, la bourse de la Fondation de la Vocation, ce qui lui ouvre un peu les portes du monde de l'art. Il crée alors des œuvres pour des institutions et continue d'exposer avec succès en France et à l'étranger (Paris, Lausanne, Londres, Los Angeles).
Manquant de place pour exercer son travail d'atelier, il s'installe à la campagne, à quelques kilomètres d' Auxerre, à Escolives, tout près du canal du Nivernais. Là, il peut alors donner libre cours à sa créativité débordante qui se traduira par des séries de personnages singuliers dont les expressions reflètent l'influence des figures peintes par Otto Dix, un autre maître du sculpteur,.

1970-1980, personnages singuliers
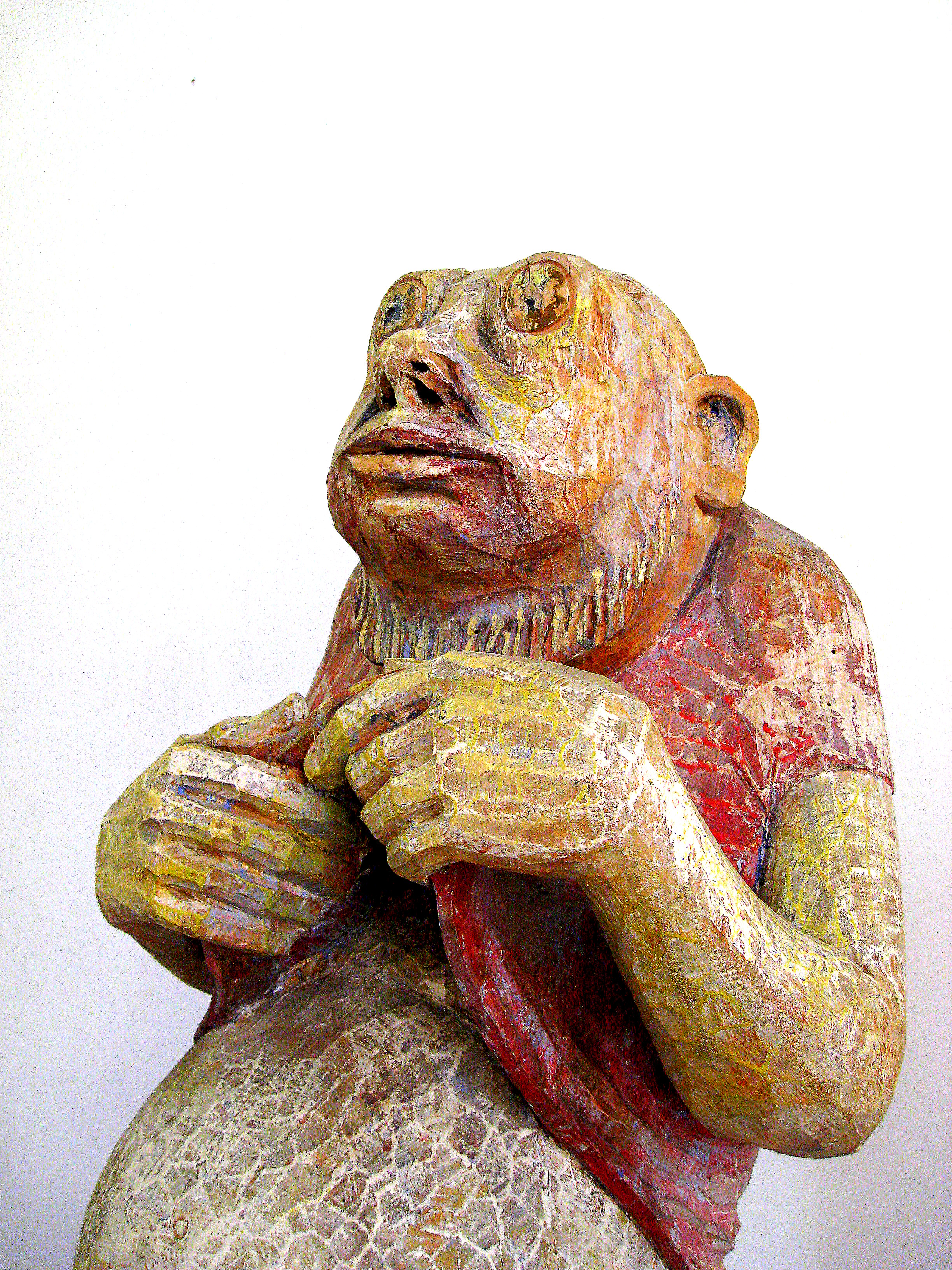
L'Artiste (vers 1970, détail), bois, 100 cm, collection particulière non sourcée.
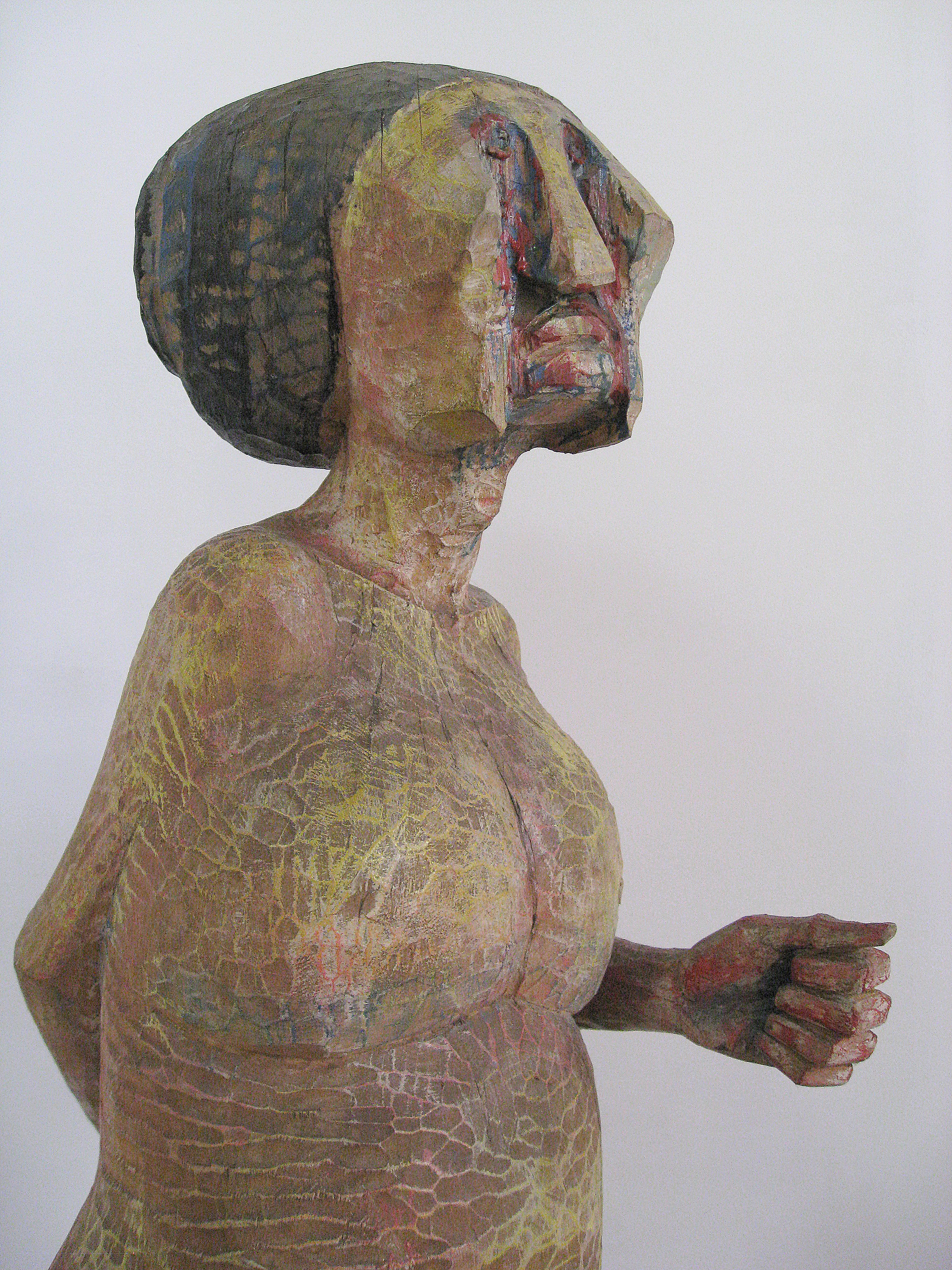
Trilogie (vers 1970, détail), bois, 105 cm, collection particulière non sourcée.
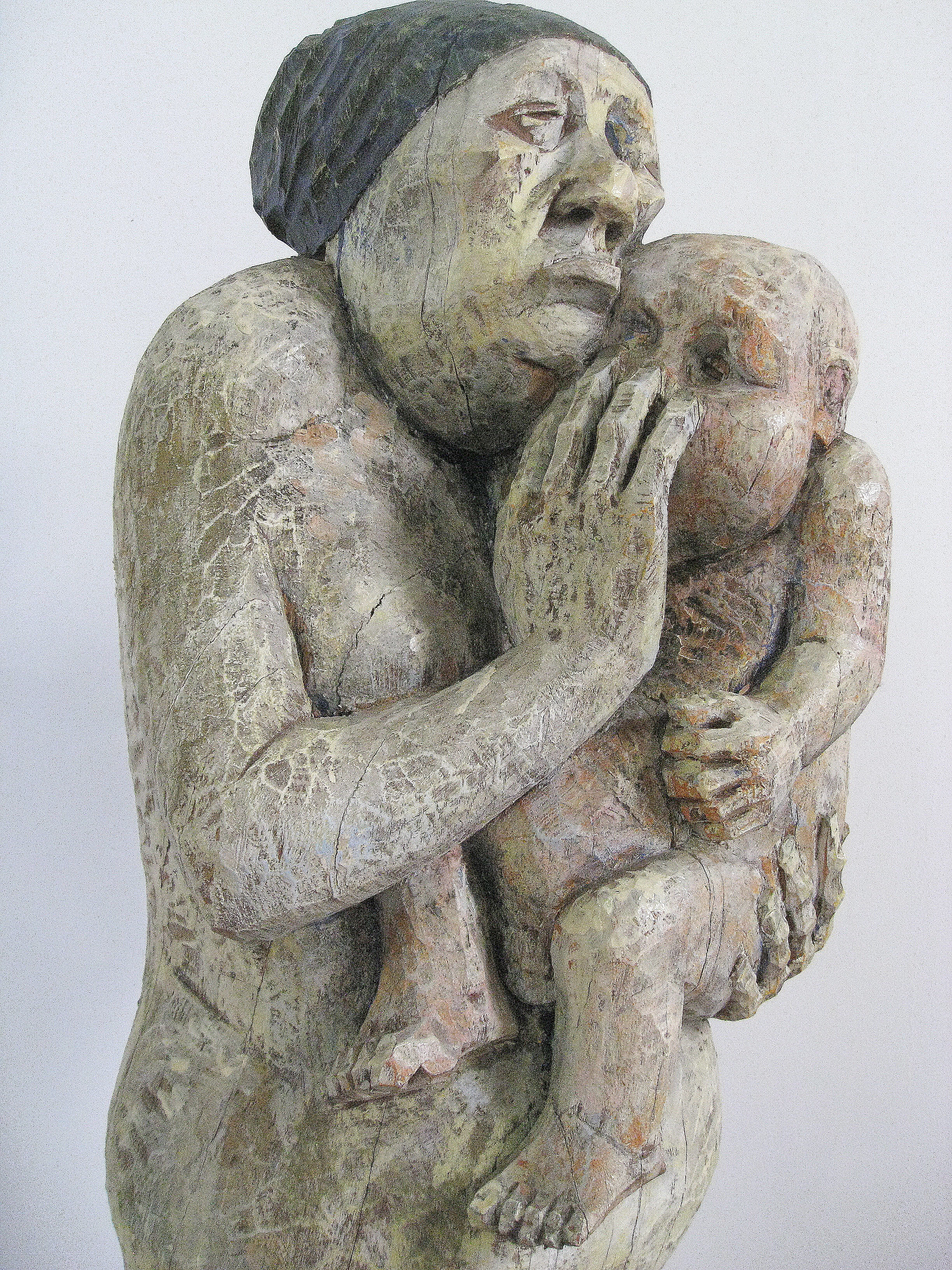
Ubu's boy (vers 1970, détail), bois, 105 cm, collection particulière non sourcée.
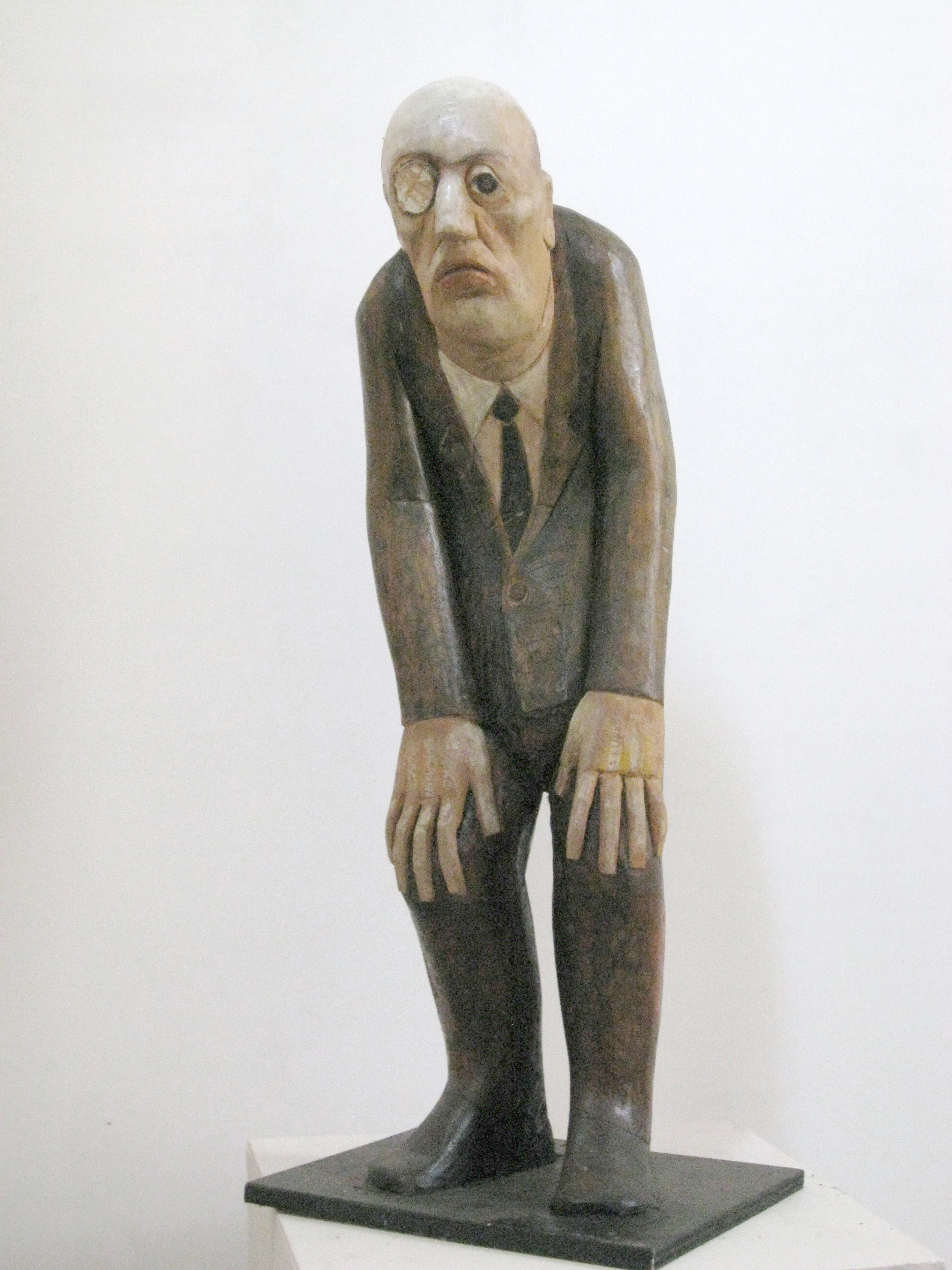
Banquier au monocle (vers 1980), bois, 105 cm, collection particulière non sourcée.
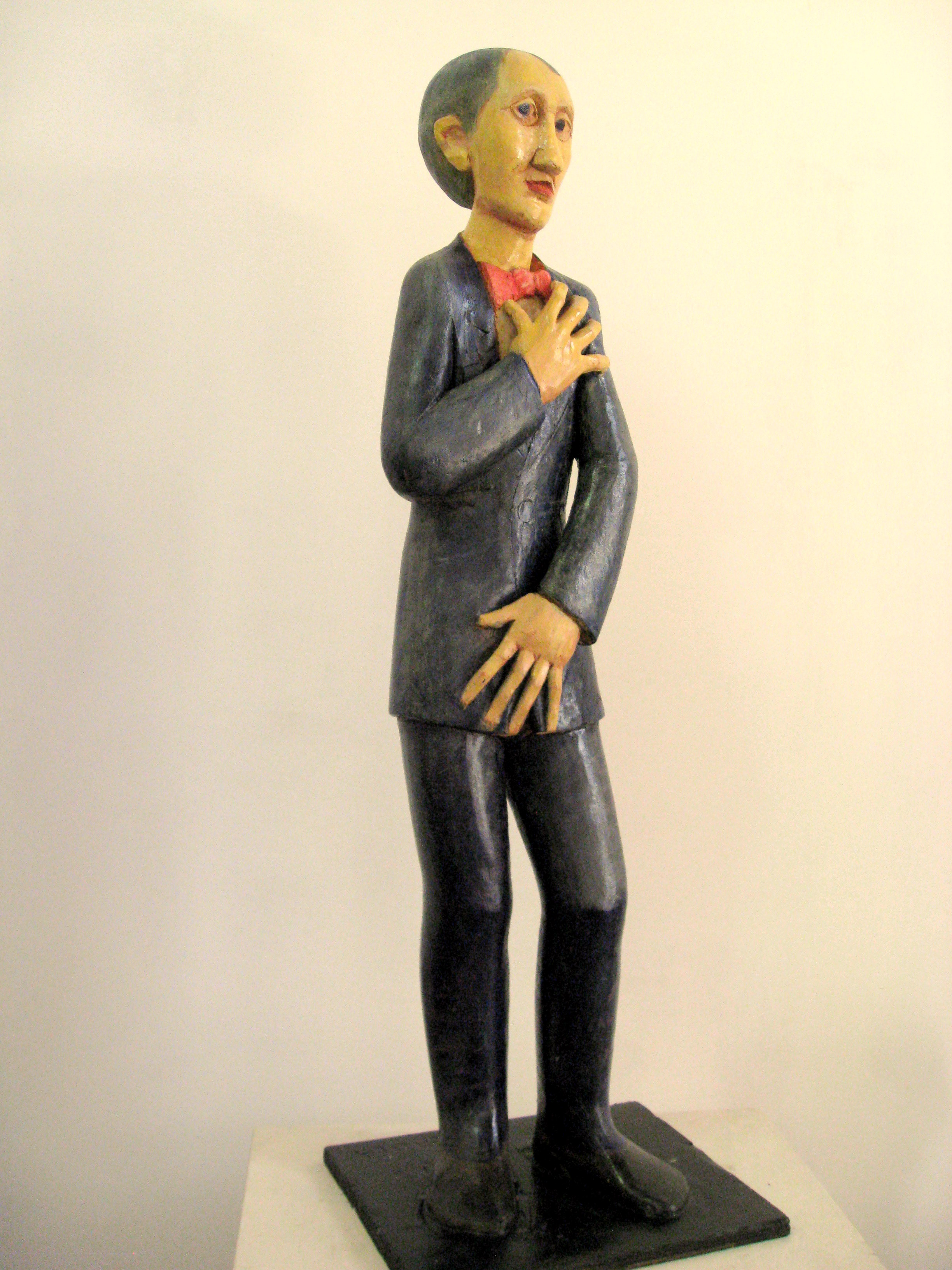
Banquier au costume bleu (vers 1980), bois, 104 cm, collection particulière non sourcée.

En 2012, fatigué par ses travaux, il se consacre progressivement à la peinture, laquelle reprend les thèmes de son œuvre sculpté. Il abandonne les abords du canal du Nivernais et rejoint Auxerre.
Malade, il s'éteindra à Auxerre, la dernière semaine de juillet 2017.

## L'artiste et son œuvre
« parti d'un langage abstrait, il évolue vers une statuaire d'esprit néo-classique, alliant une construction néo-cubiste à une intention expressionniste. La référence aux arts populaires l'a amené dans sa période récente à des personnages caricaturaux. »

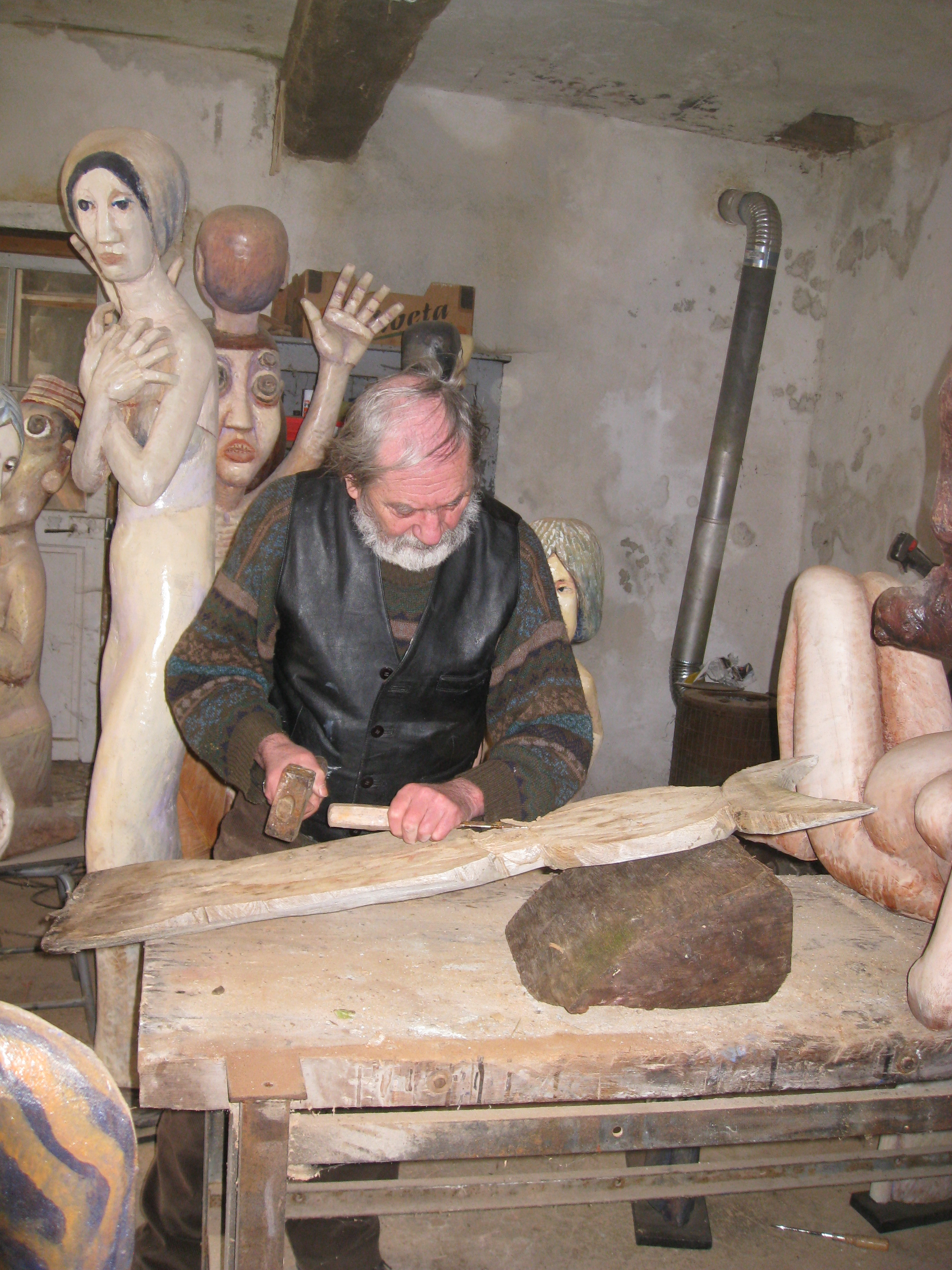
L'artiste dans son atelier en 2013.

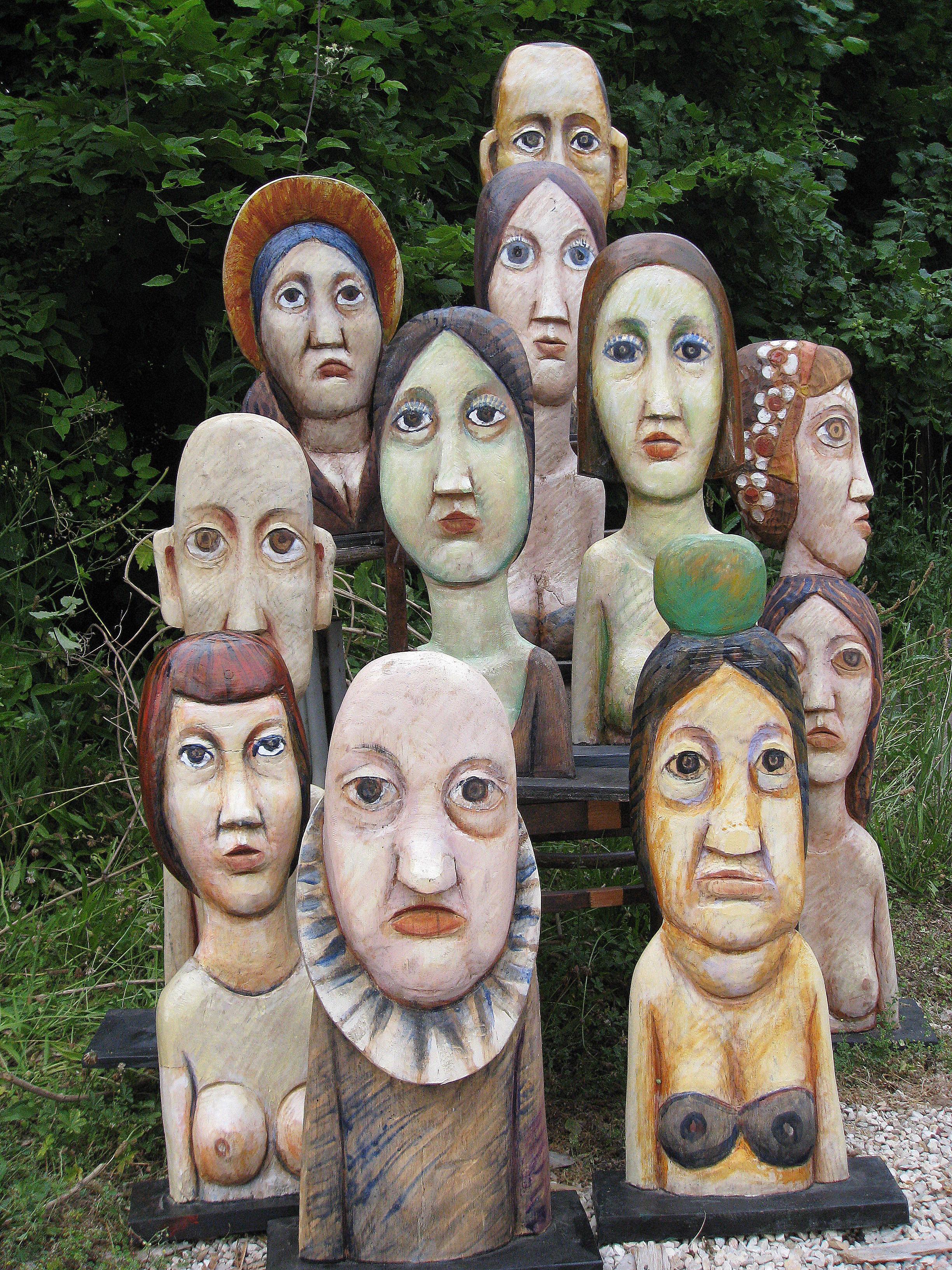
Photo de famille (fin des années 1990), bois, 35 à 75 cm, collection particulière non sourcée.

Dans une approche plus pragmatique, Pierre Merlier, de constitution robuste, est « un sculpteur qui vit en ermite, entouré d'une famille fantasmagorique : des centaines de personnages façonnés dans le bois qui relaient le regard sardonique que leur créateur porte sur le monde. Une ribambelle étonnante, parfois dérangeante, où se côtoient un général de Gaulle qui nous ouvre les bras parce qu'il nous a compris, un Hitler nu […], les mains dans le dos comme un garçonnet pris en faute, un Jean-Pierre Soisson bedonnant ou encore une incarnation en volume des personnages de Gustav Klimt. ». « Je fais une sculpture figurative, ironique, satirique, mais jamais anodine », confie-t-il.

Atelier satirique
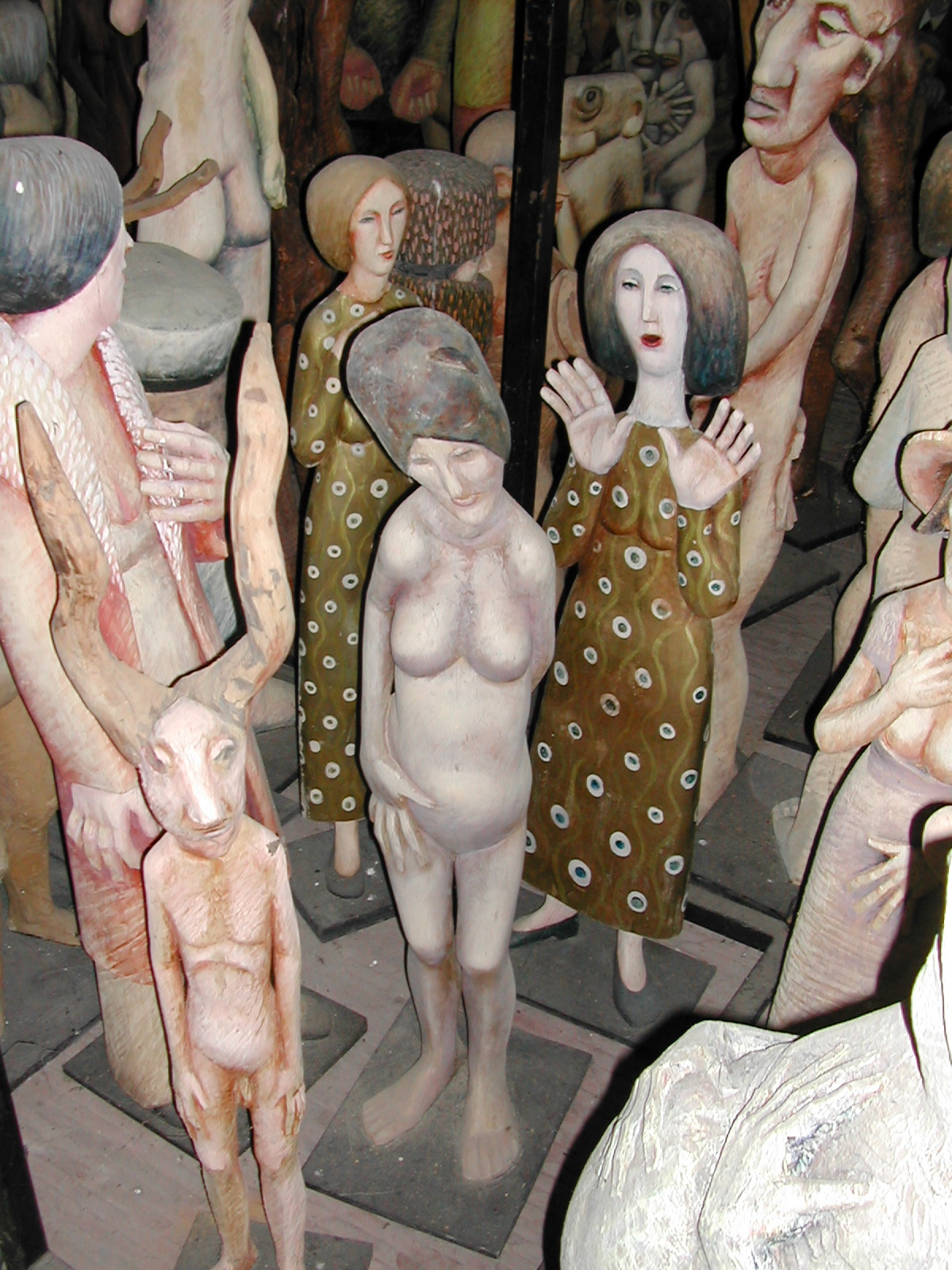
Famille fantasmagorique (avant 2003), collection particulière non sourcée.
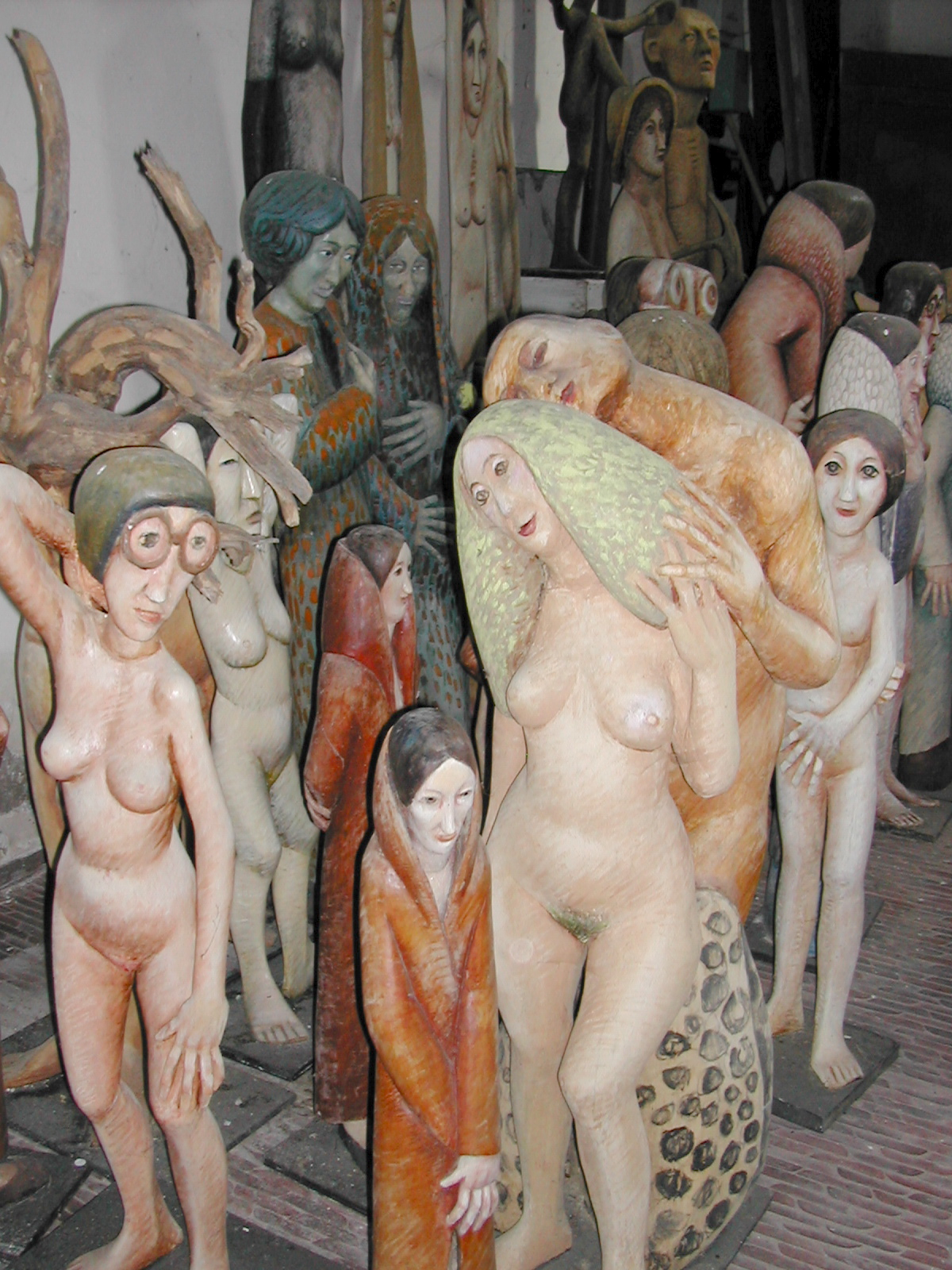
Ribambelle dérangeante (avant 2003), collection particulière non sourcée.
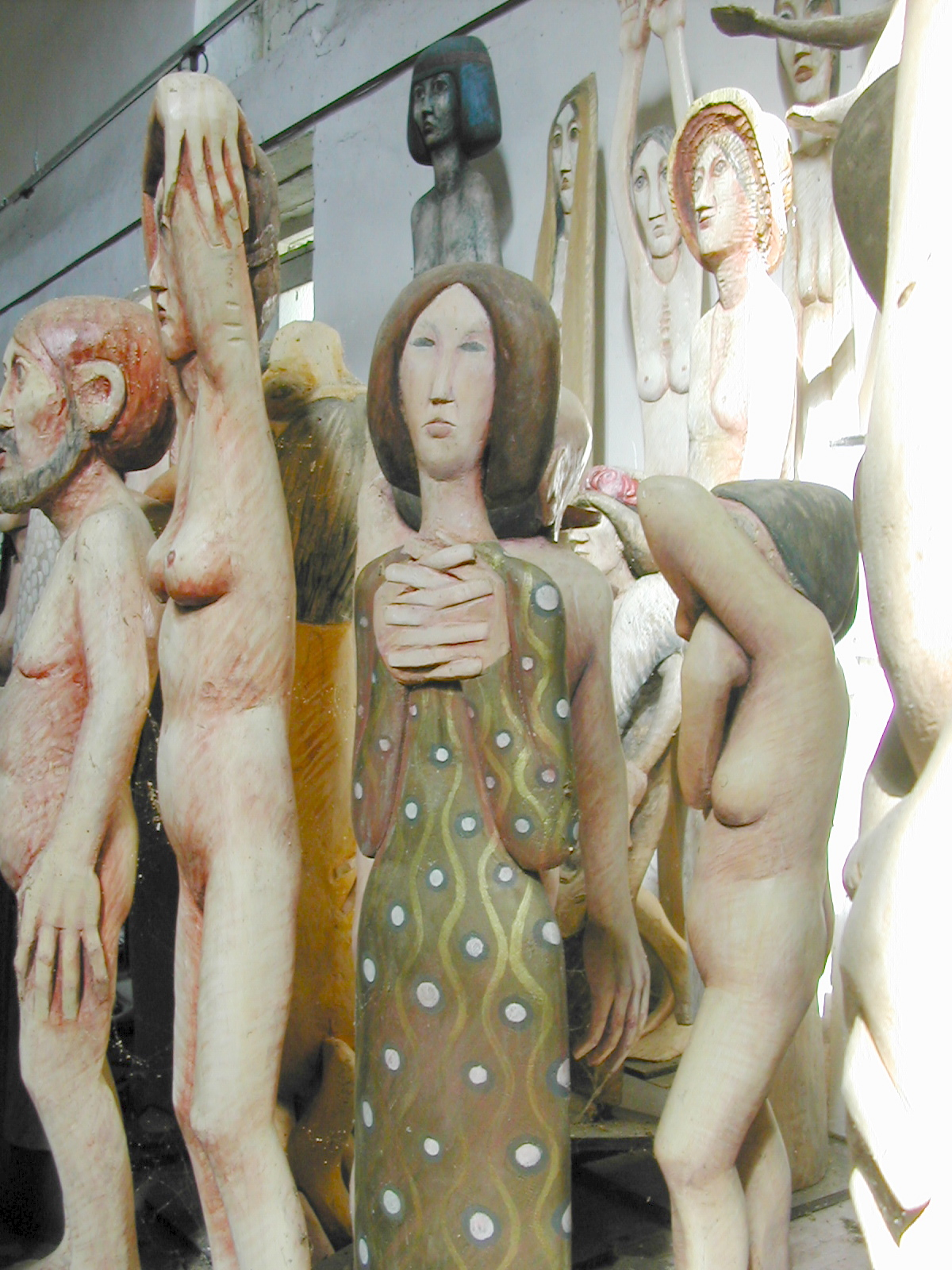
Priez pour nous (avant 2003), collection particulière non sourcée.

Parfois, pourtant, son personnage rabelaisien, « polémique, revêche, rebelle et rustre, » s'efface et sa sensibilité se dévoile avec pudeur. Il sait atténuer la trace agressive de la tronçonneuse, de la gouge et du ciseau pour laisser apparaitre les traits et les formes de madones bien prudes.

Sensibilité et pudeur
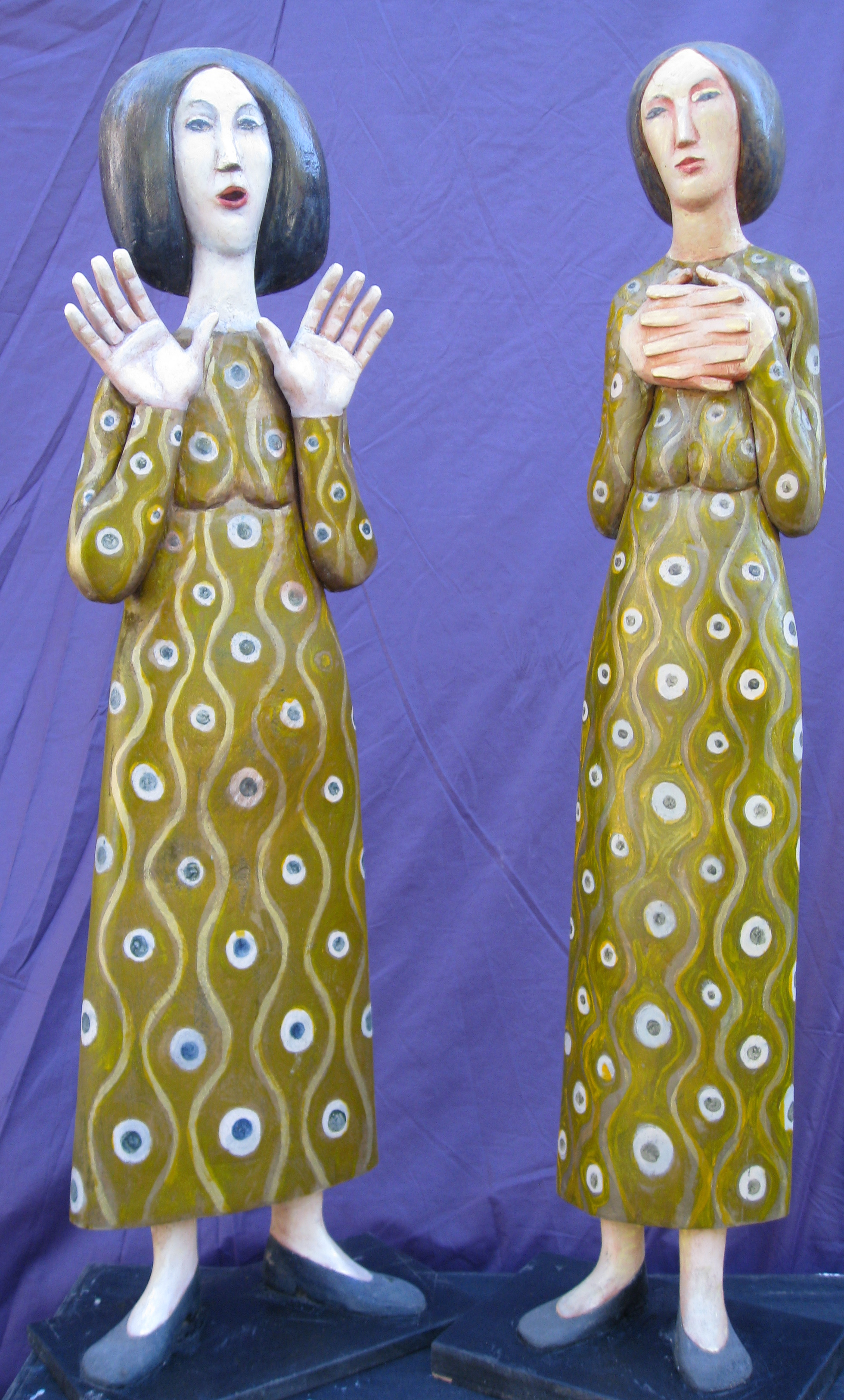
Deux anges de Klimt (vers 1990), bois polychrome, 110 cm, collection particulière non sourcée.
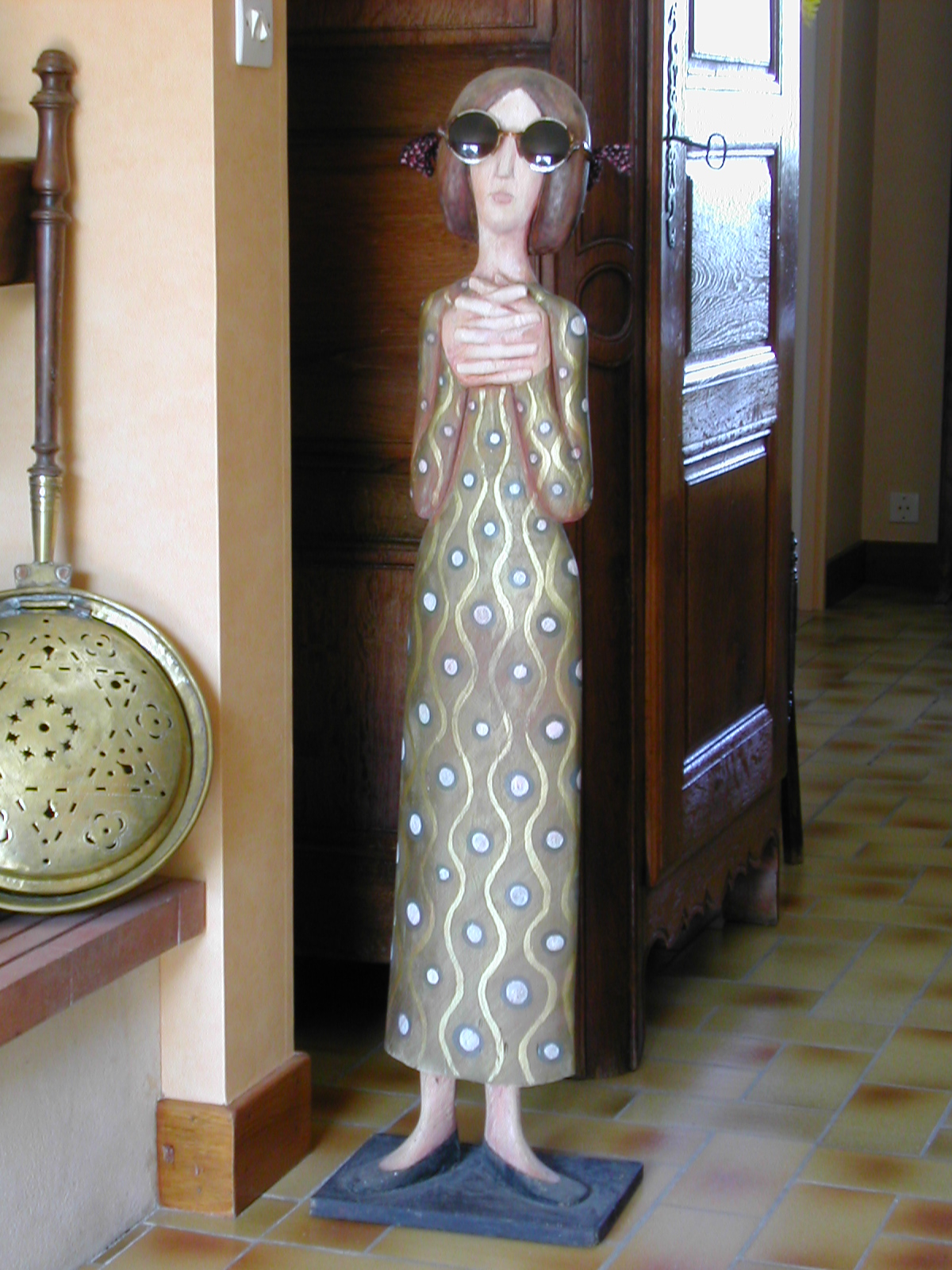
Le troisième ange (vers 1990), bois polychrome, 110 cm, collection particulière non sourcée.
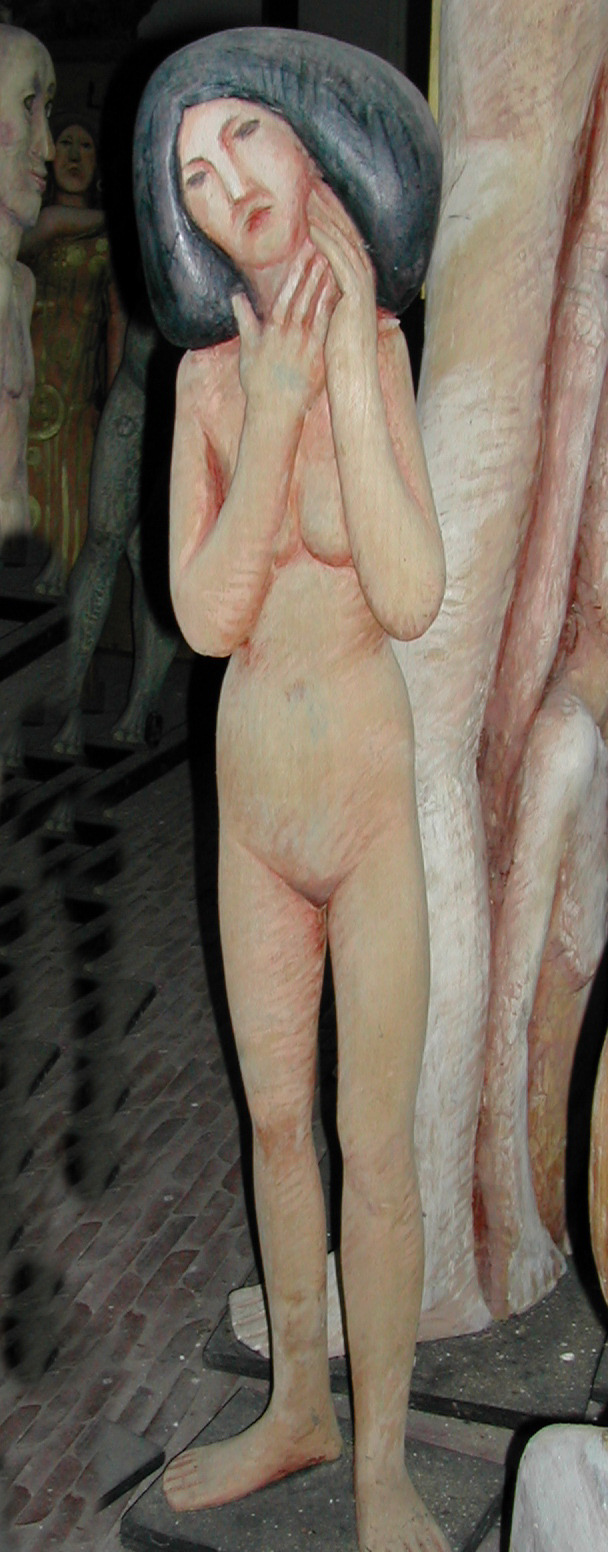
Femme en toilette (avant 2003), bois polychrome, collection particulière non sourcée.
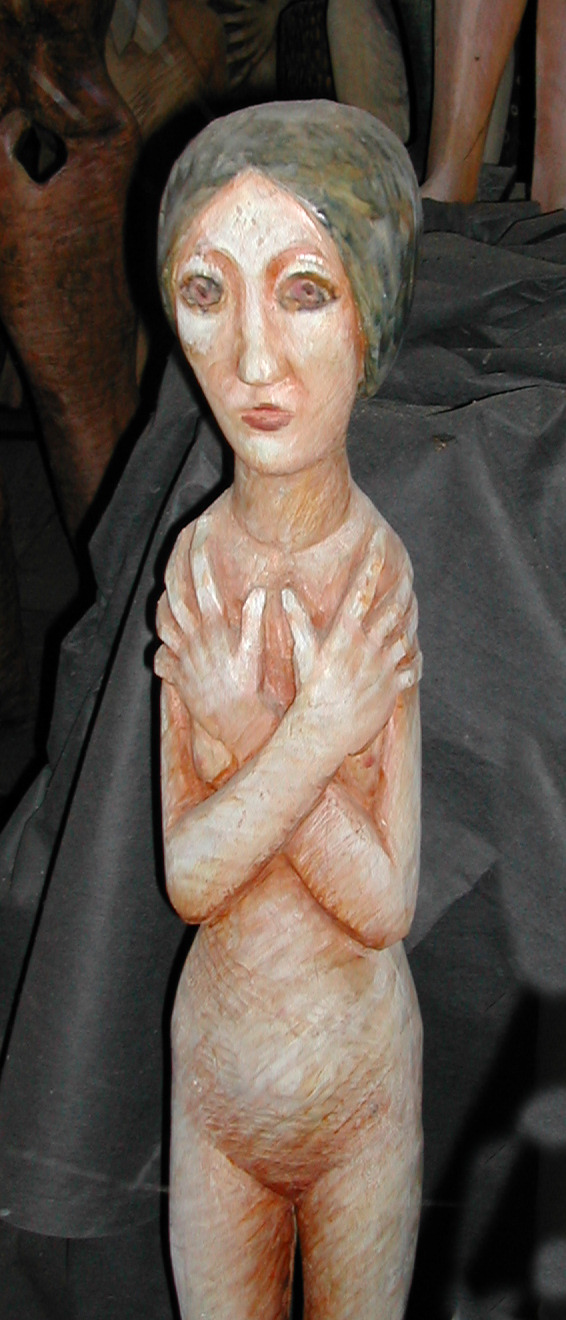
Femme pudique (avant 2003), bois polychrome, collection particulière non sourcée.
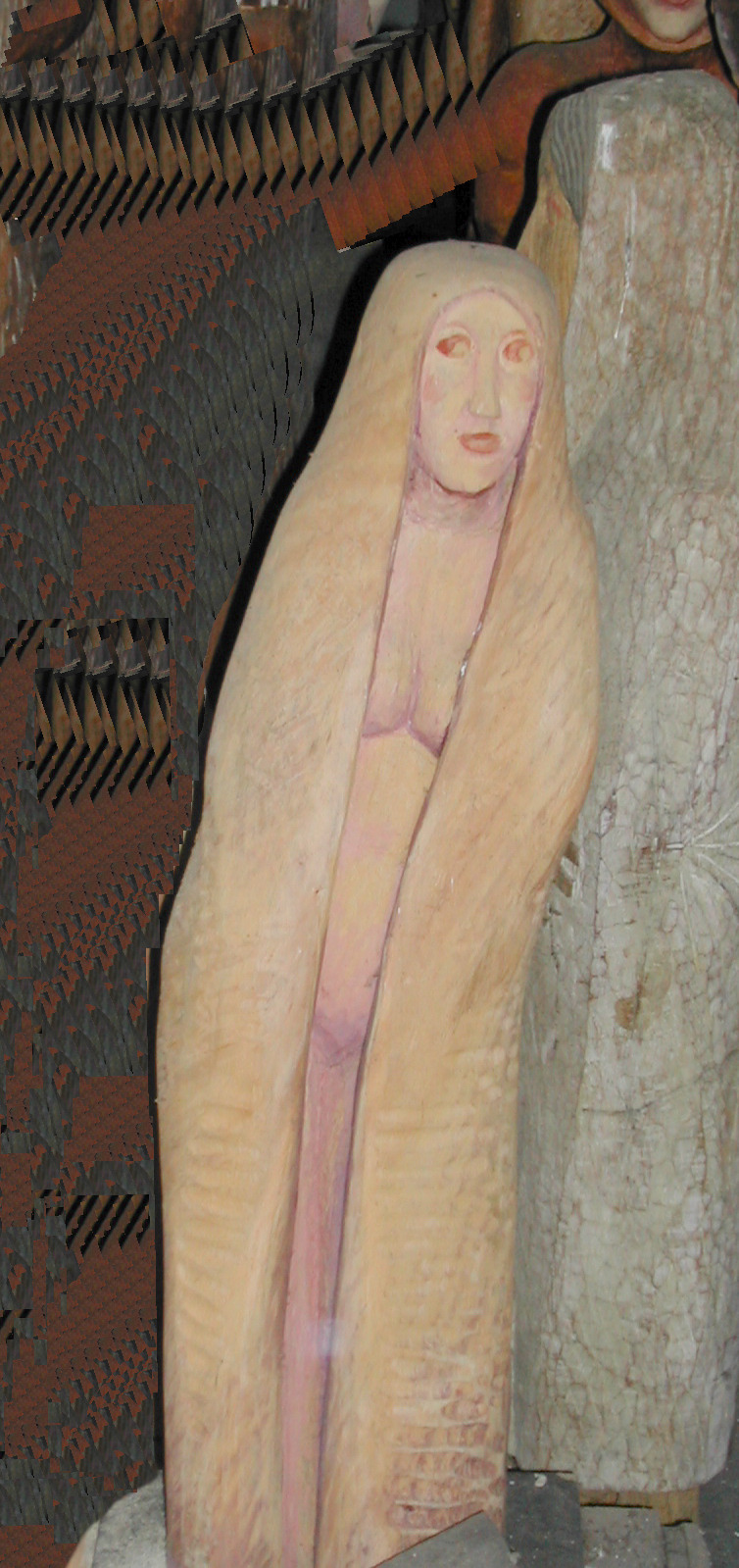
Femme en long manteau (avant 2003), bois polychrome, collection particulière non sourcée.

Parallèlement à la sculpture sur bois, Merlier travaille la terre, réalise quelques bronzes et s’essaie aussi à l’écriture qu’il utilise comme divertissement, mais il ne sera jamais édité.

Terre et bronze
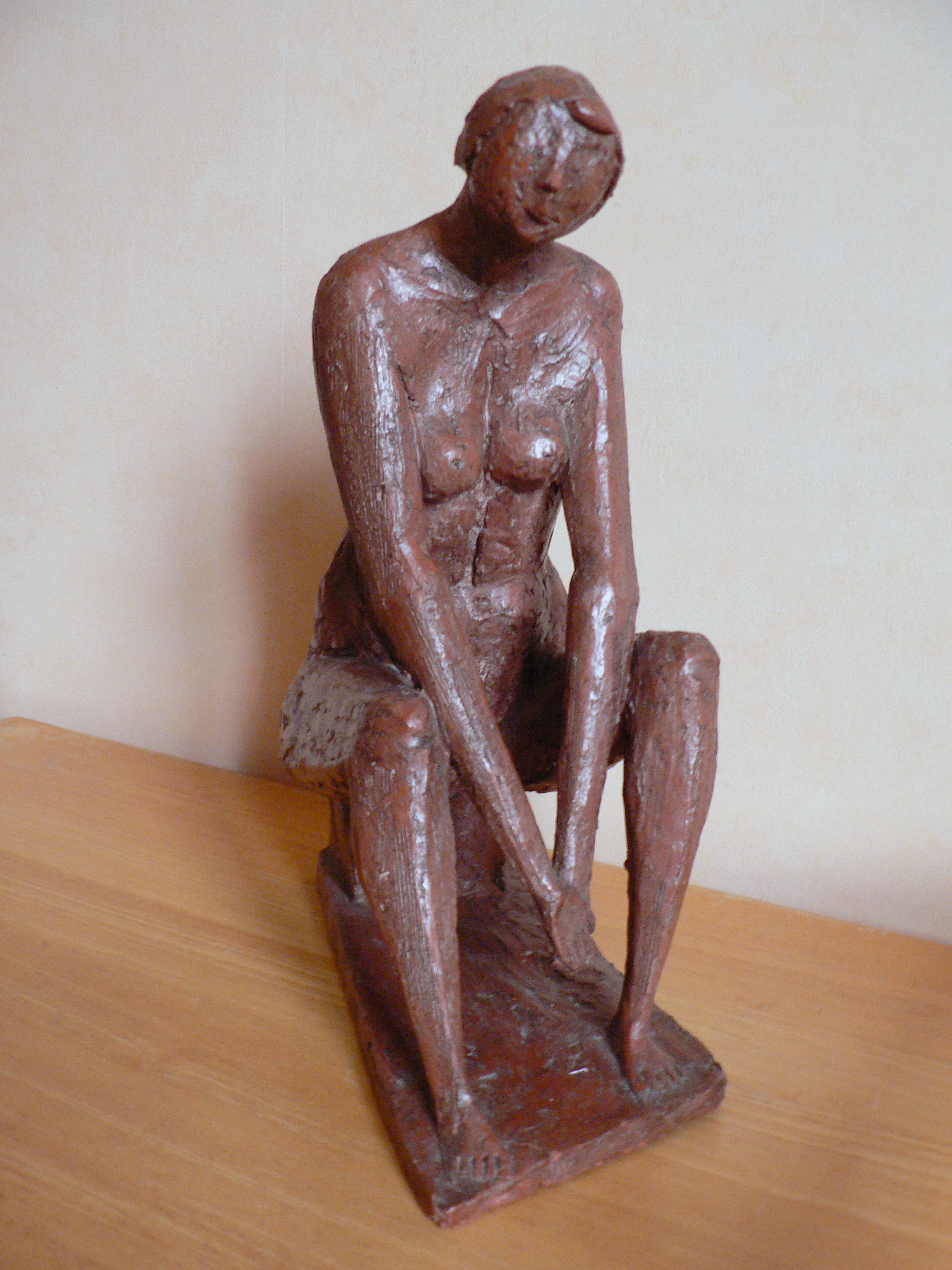
Pause méridienne (avant 1965), terre cuite, 30 cm, collection particulière non sourcée.
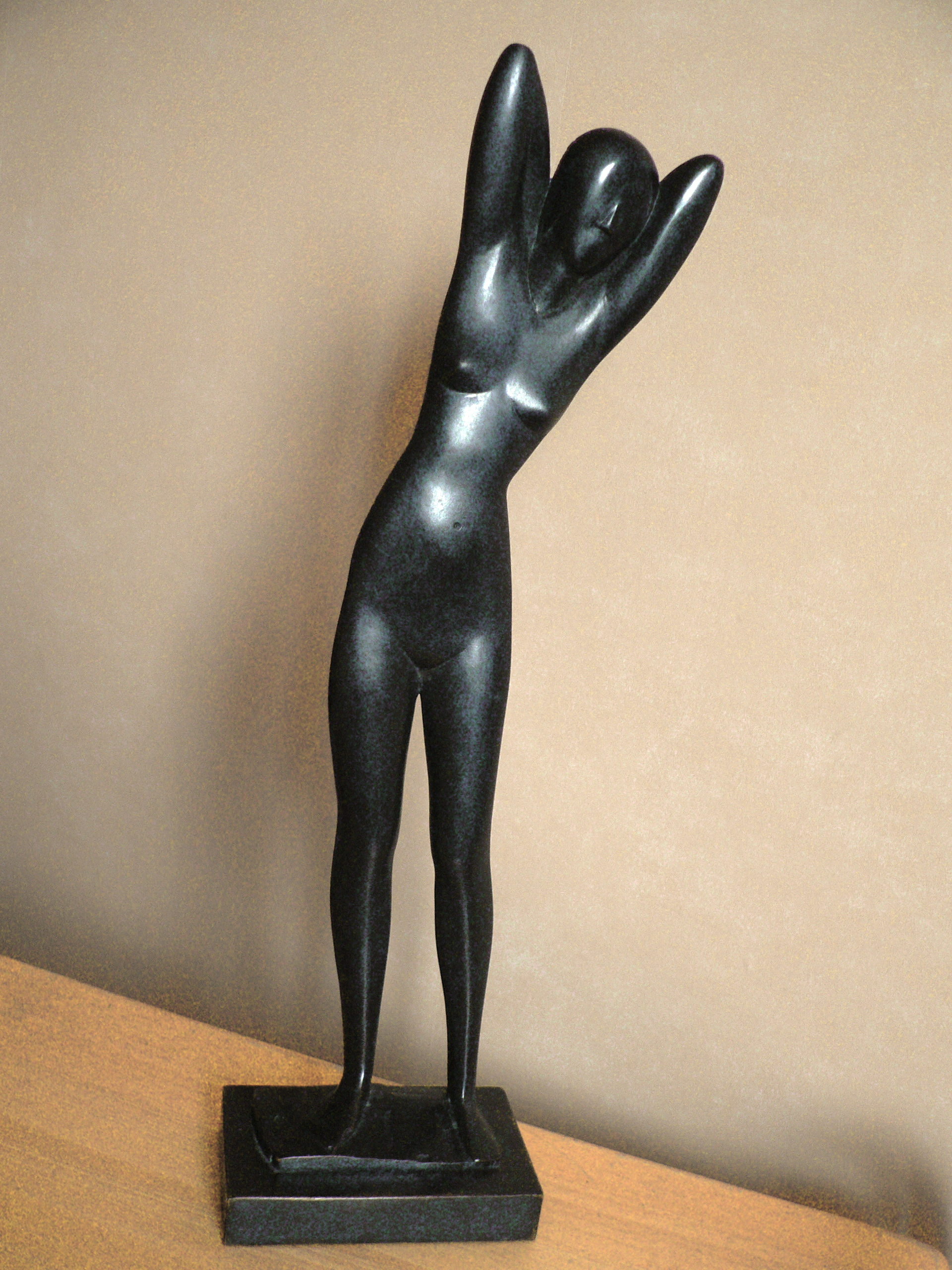
Ébène (avant 1998), bronze, 45 cm, collection particulière non sourcée.

Avec l’âge, il se met à la peinture. « Il n'est plus si aisé, à mon âge, de déplacer des pièces de bois, alors qu'une toile se glisse facilement n'importe où », précise-t-il. En quelques semaines, il peint une soixantaine de tableaux. « J'entends faire de la peinture de sculpteur », prévient Merlier. il aura au total peint plus de 200 toiles. De 1954 à 1964, il a exécuté environ 200 aquarelles de paysages d’Auxerre et alentours et, dans les années 1970, il a réalisé de grands formats au fusain sur le thème des manifestations, le sport, l’érotisme.
Il réalisera des sculptures pour le spectacle Baudelaire d'Antoine Bourseiller au festival d'Aix-en-Provence[Quand ?].

Peintures de Pierre Merlier
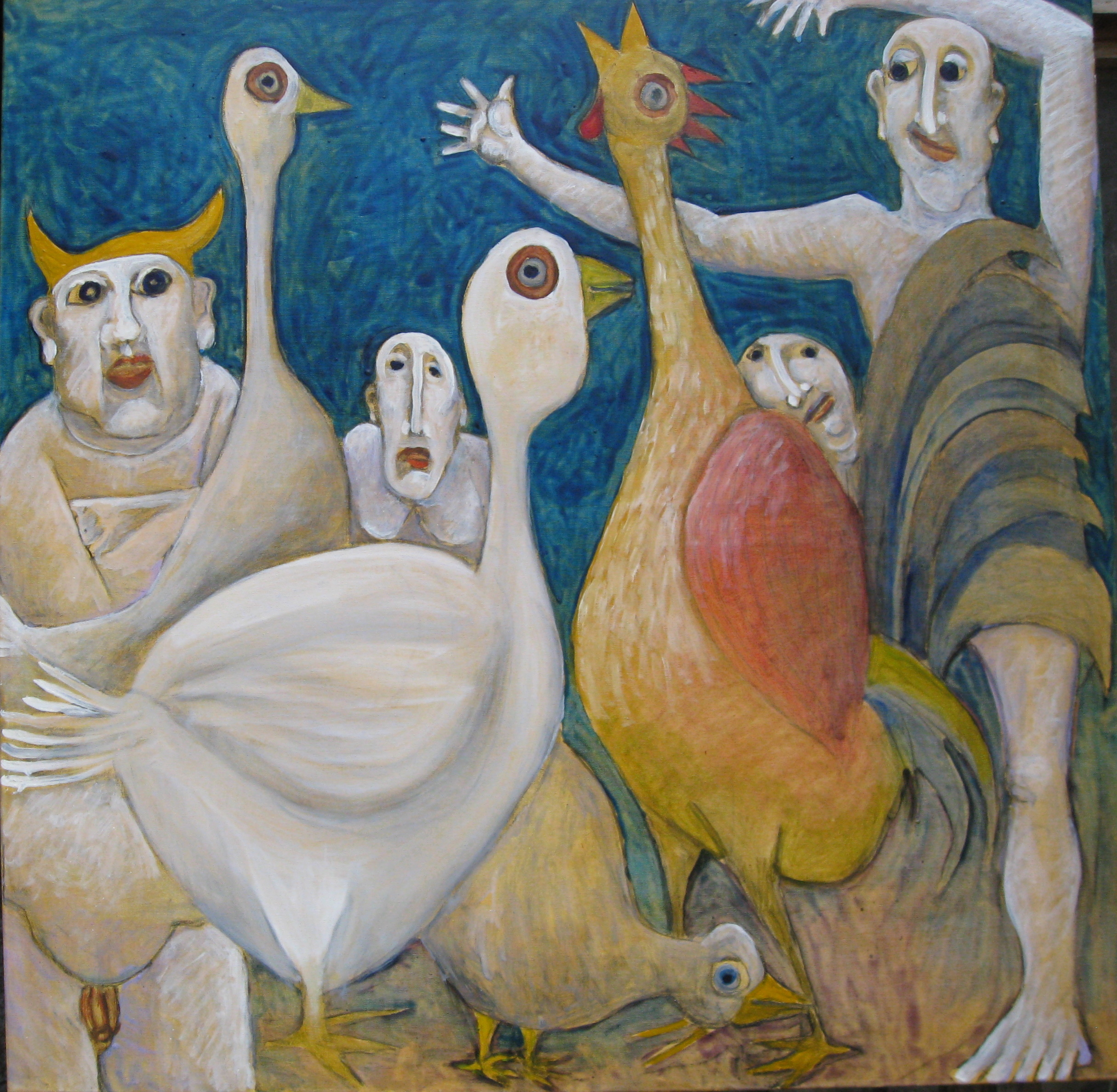
Un Monde de volatiles (2011), collection particulière non sourcée.
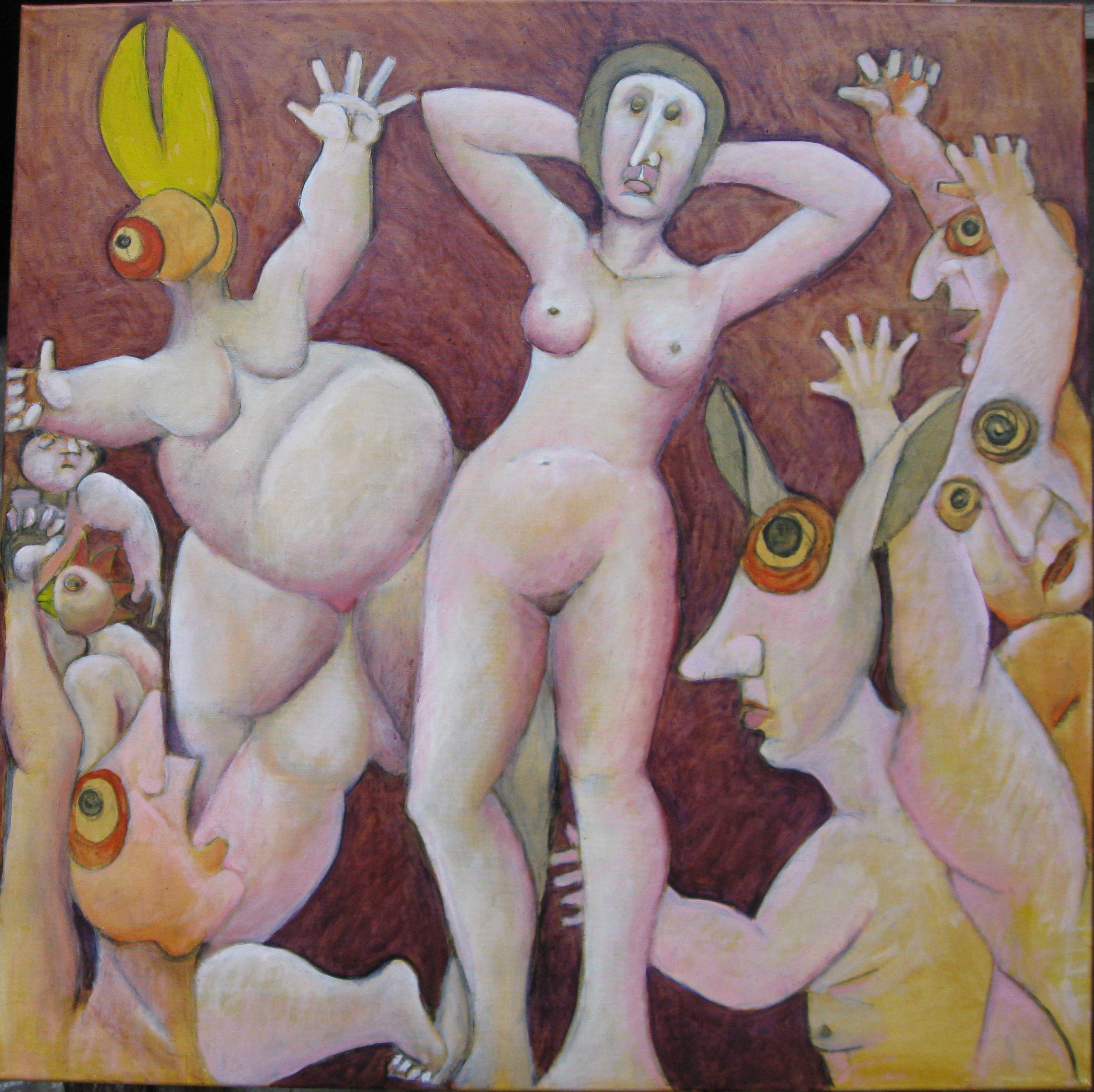
La Belle et les bêtes (2011), collection particulière non sourcée.
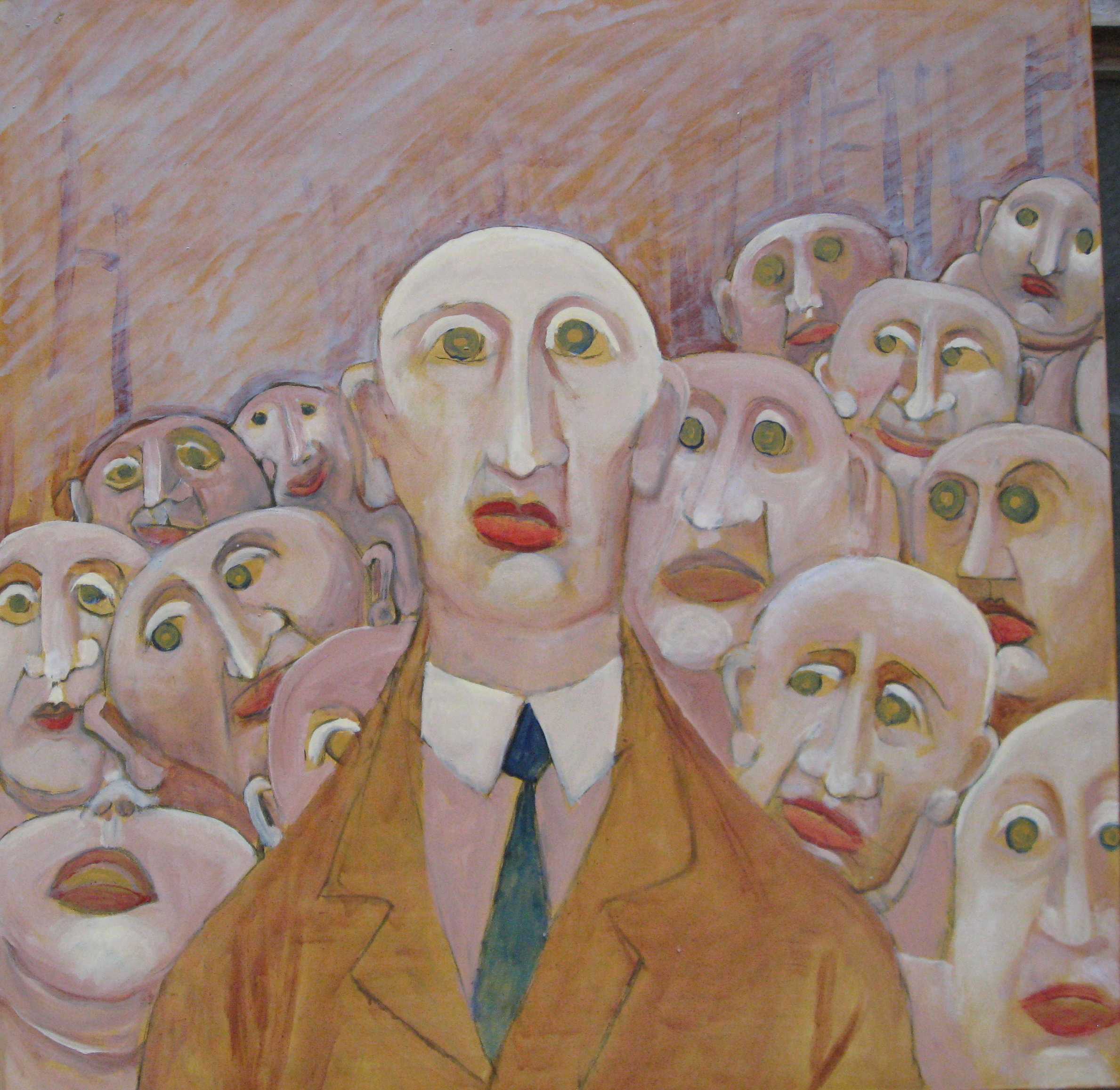
En marche (2011), collection particulière non sourcée.
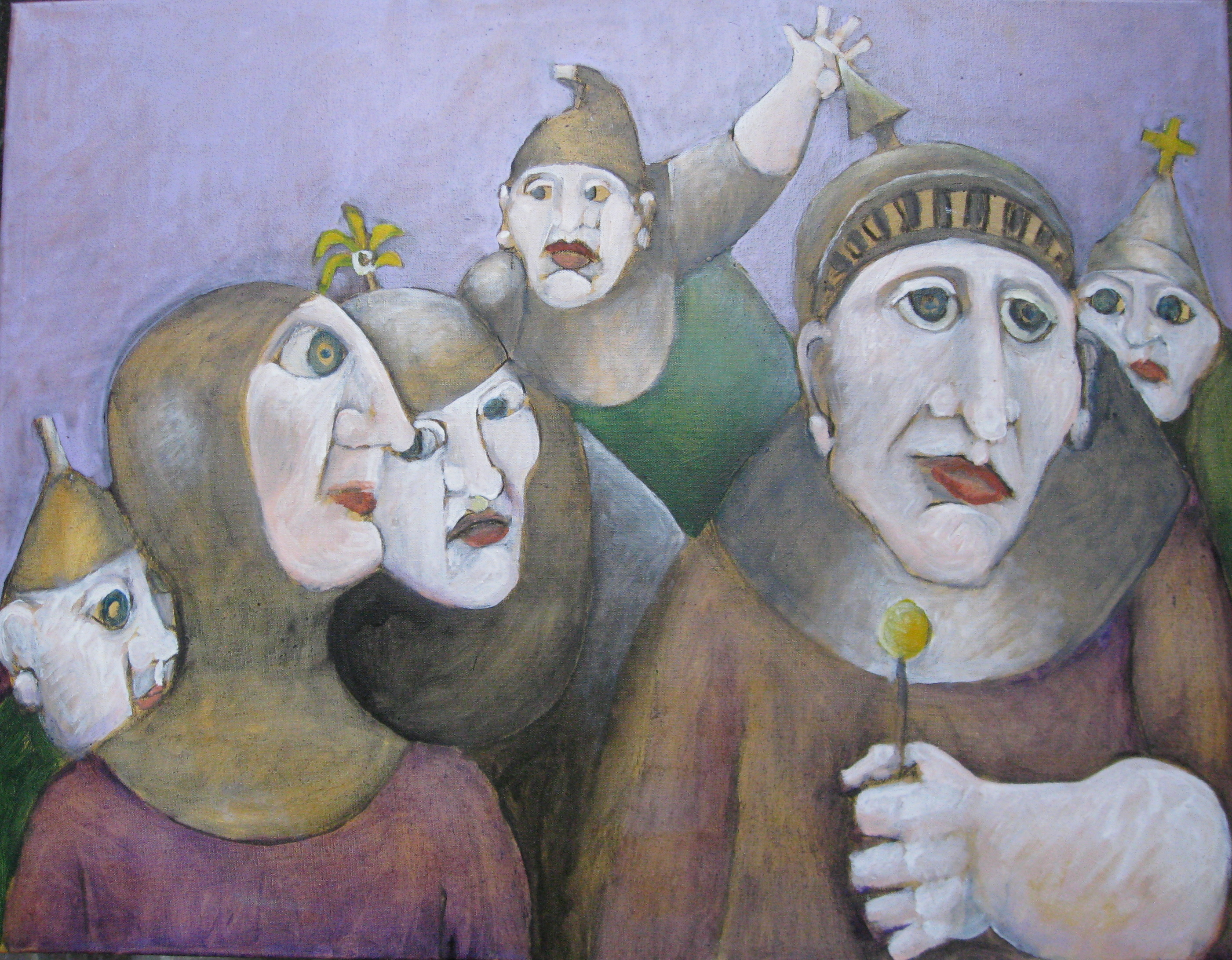
Tous avec Kafka (2011), collection particulière non sourcée.

Œuvres des années 2000
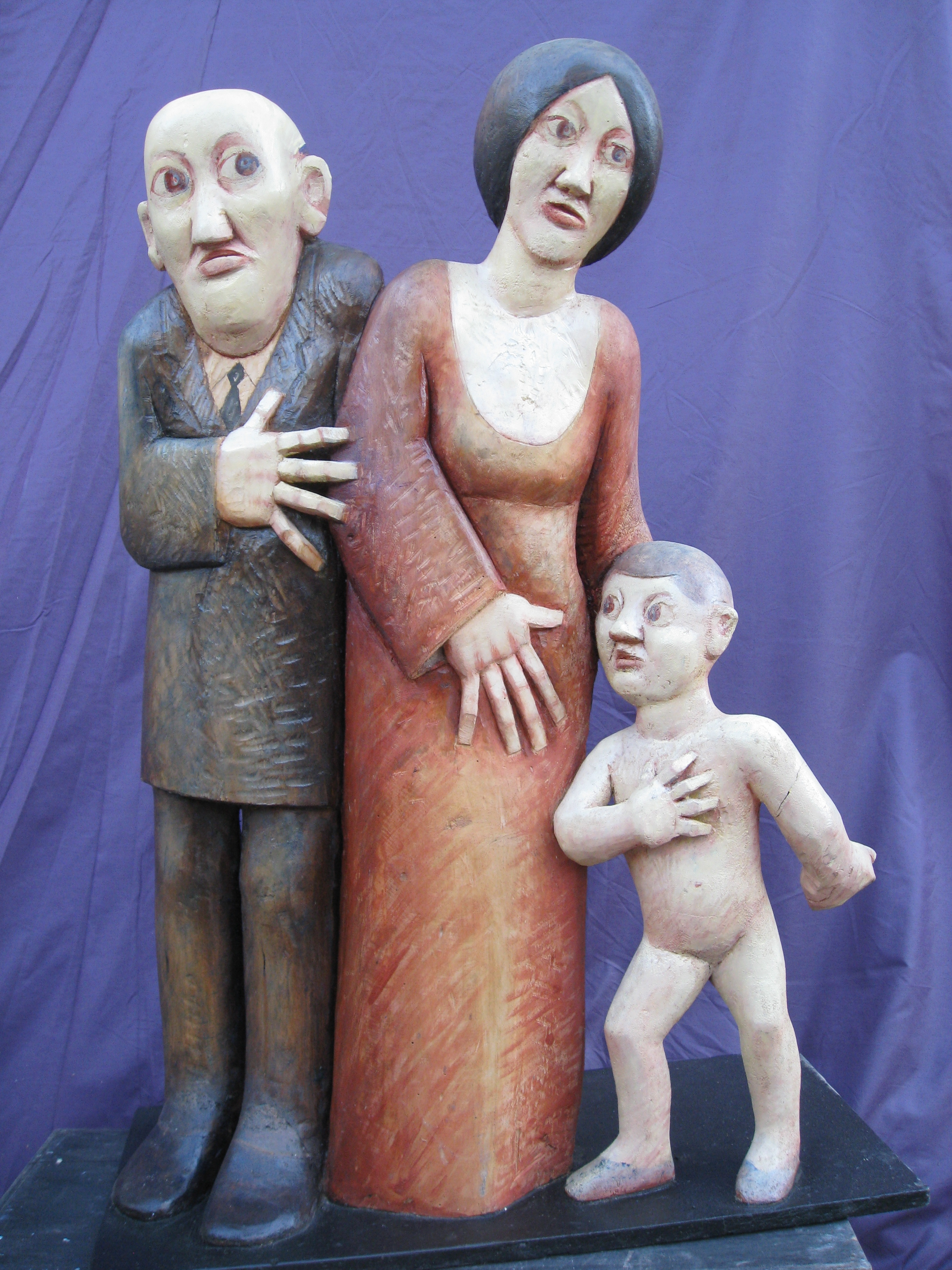
Portrait de famille (avant 2010), collection particulière non sourcée.
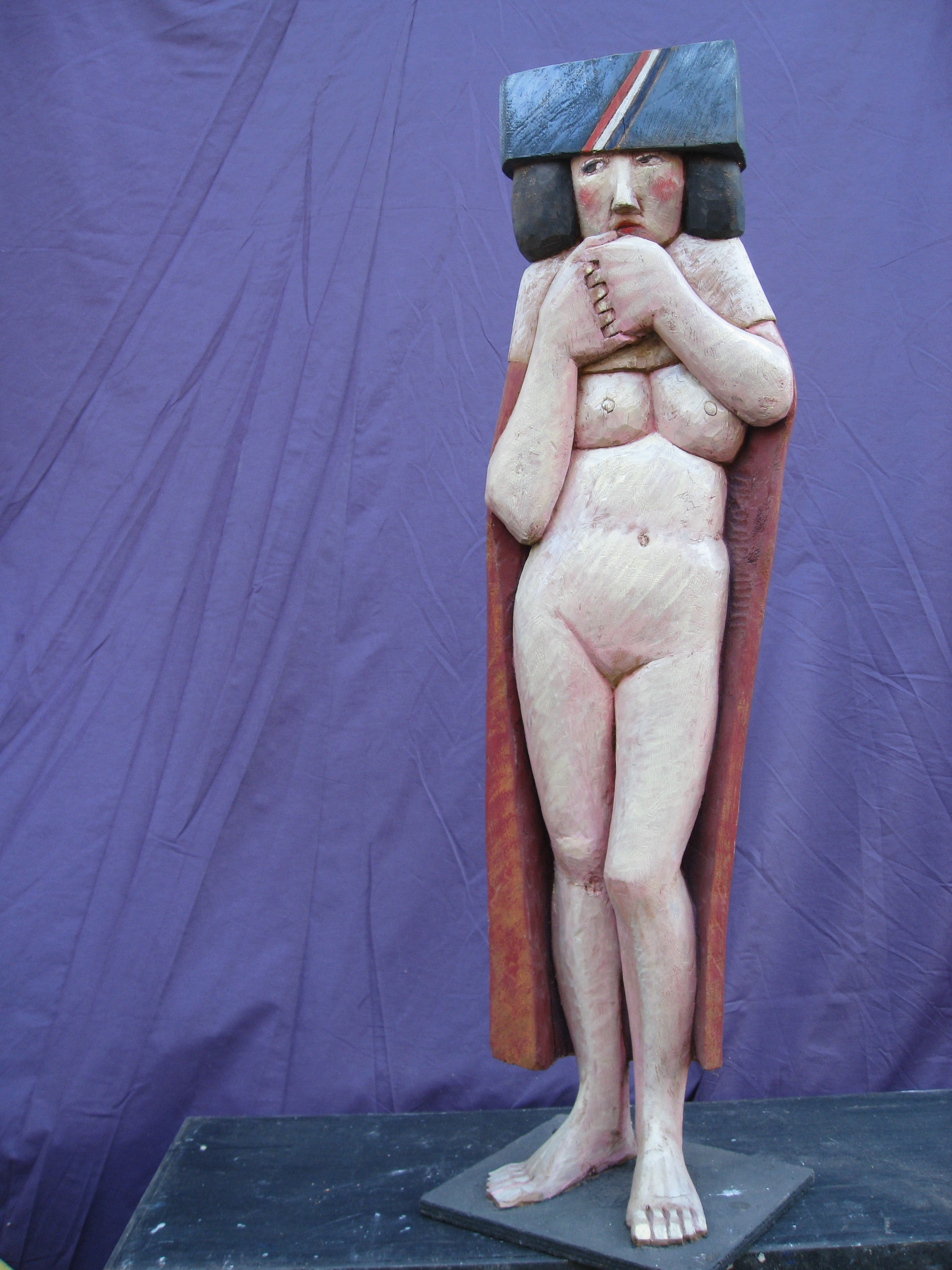
Inquiétude républicaine (avant 2010), collection particulière non sourcée.
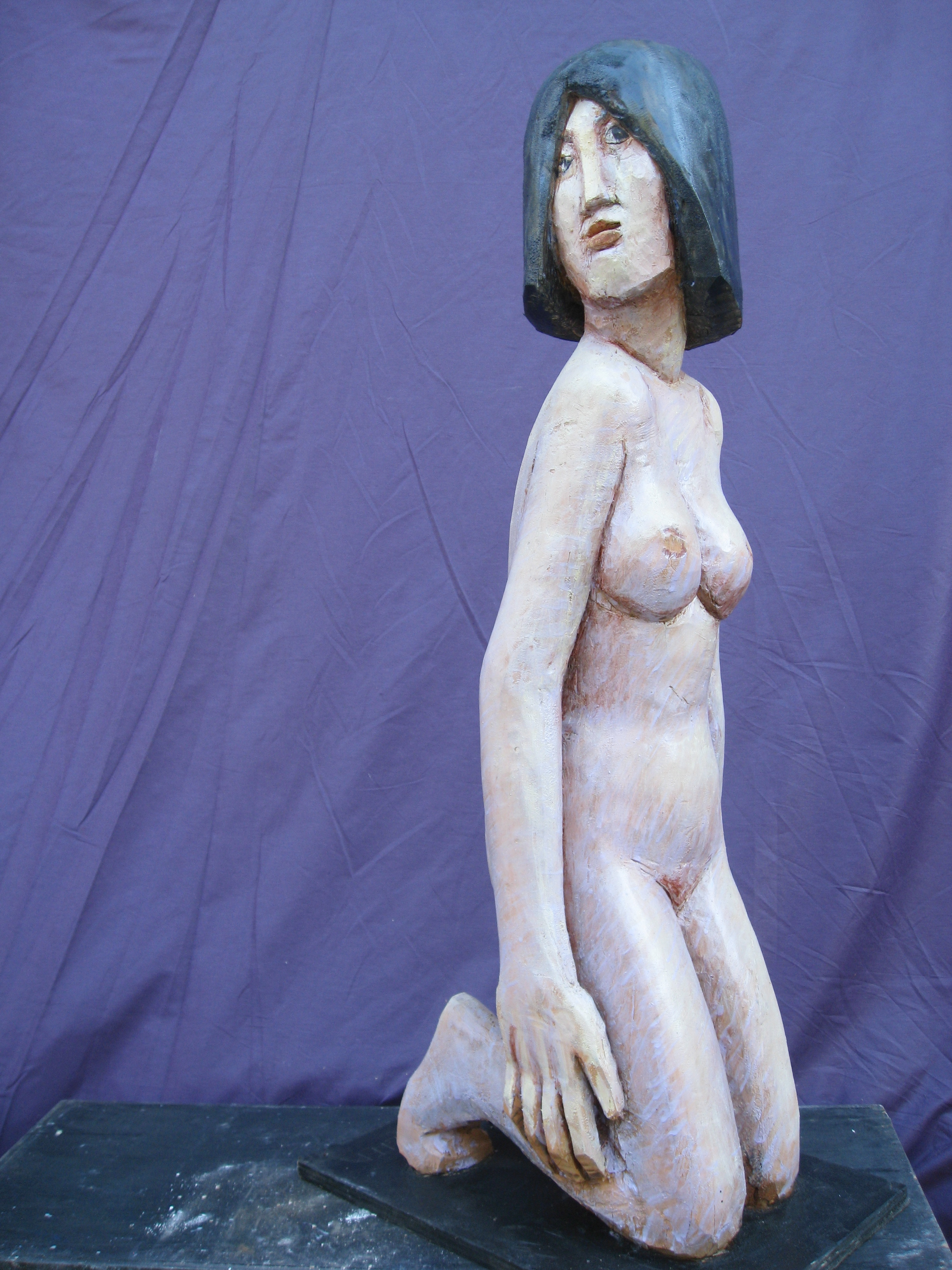
La Pause (avant 2010), collection particulière non sourcée.
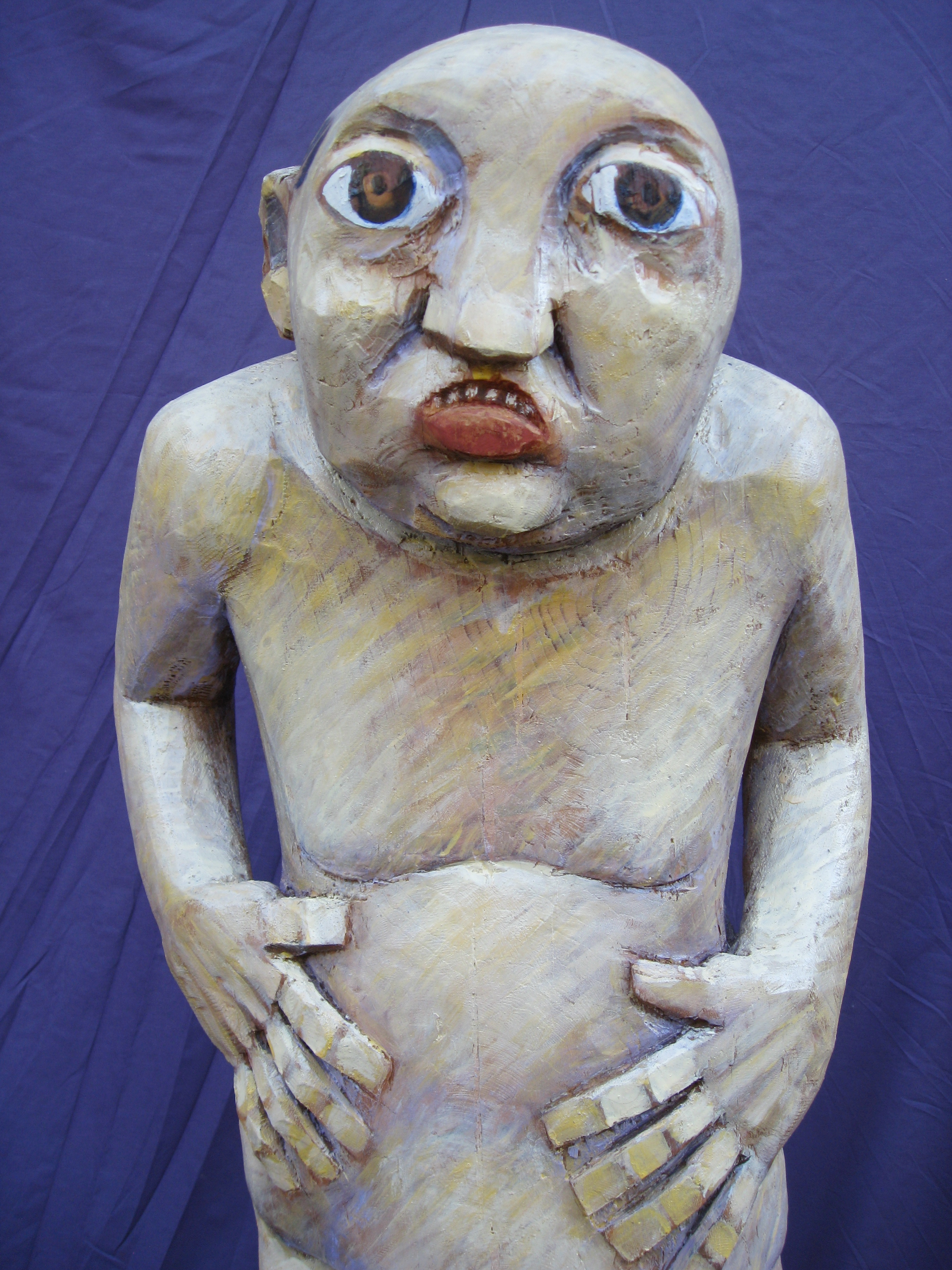
Monsieur X. (avant 2010, détail), collection particulière non sourcée.

## Expositions

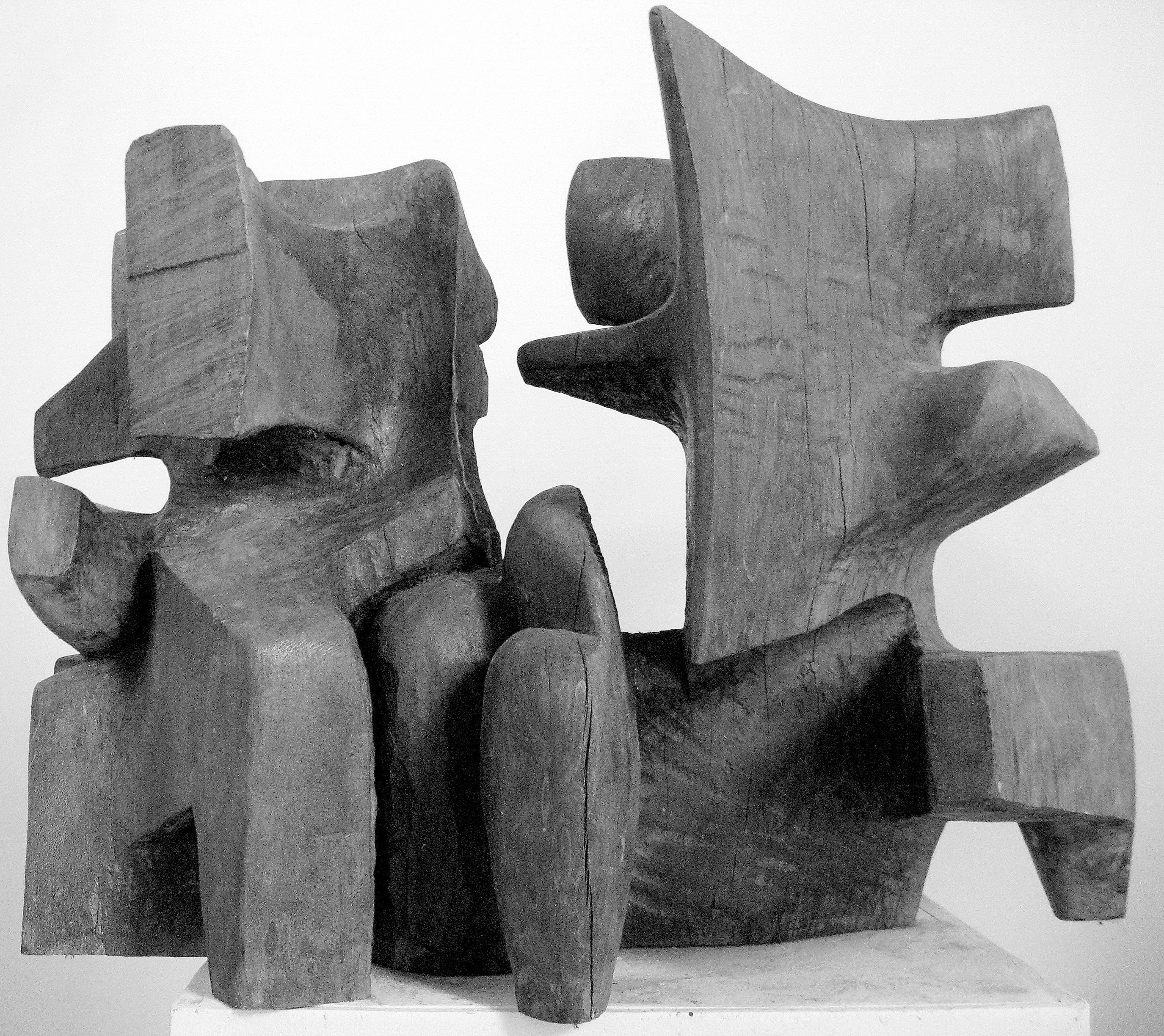
Conversation noire (vers 1980), bois,, collection particulière non sourcée.

### Expositions personnelles
Source : curriculum vitae Pierre Merlier et programmation d'expositions pour 2017 et 2018 :
- 1963-1970 : galerie Mouradian-Valloton, Paris ;
- 1967 : galerie Valloton, Lausanne ;
- 1968 : Grosvenor Gallery, Londres ;
- 1969 : galerie Feingarten, Los Angeles ;
- 1981-1998 : différentes galeries à Paris : Les Arts Plastiques et Modernes, Négru, Martine Moisan (galerie satirique) ;
- 1986 à 2008 : Troyes, Cabriès, Clermont-Ferrand, Limoges, Tours ;
- 1997-1998 : galerie Dürr, Munich ;
- 2010 : pont Alexandre III, Paris ;
- 2015 : galerie Caboch’Arts, Draguignan.
- un lieu d’exposition dédié à Pierre Merlier a été ouvert à Auxerre à l'automne 2015[9],[10] ; il a été fermé à la suite du décès de l'artiste ;
- du 1er au 31 octobre 2016, exposition au casino de Contrexéville, 37 sculptures de Pierre Merlier, « peintre sculpteur international » ;
- 2018 : Parcours d'expositions autour des œuvres de Pierre Merlier, à Dijon, de février à juillet suivant sites : 5e biennale d'art singulier, « Arbres de vie », lieux : Grande orangerie (mars), Hostellerie (mars - fin juin), galerie François Mitterrand du conseil régional (mars), chapelle des élus, office de tourisme (mars).

### Expositions collectives
De 1967 à 2015, Pierre Merlier expose dans plus de quarante lieux différents. À l'étranger, on peut citer :
- 1973 : Terre des Hommes, Montréal, Québec ;
- 1986/1992 : Musée, Ludwigshafen ;
- 1987 : Vorpal Gallery, San Francisco ;
- 1989 : Heidelberg ;
- 1990 : Tokyo ;
- 1990-1992 : Centre culturel, Mannheim ;
- 1994, 1996 : Ludwigshafen ;
- 2008 : Lausanne ;
- 2009 : Knokke, Belgique ;
- du 26 mars au 23 octobre 2016 : Ancy-le-Franc, exposition Tête à tête, avec Maxime Frairot et Pierre Merlier au château d'Ancy-le-Franc[11].

### Salons
Source : curriculum vitae Pierre Merlier.
- salon Comparaisons.
- Salon d'automne.
- Figuration Critique.
- Formes humaines.
- Les 109.
- Salon des indépendants.
- Salon d'art contemporain de Montrouge.
- Salon de la Société nationale des beaux-arts.
- SAD.
- Triennale Européenne de Sculpture.

## Sculptures

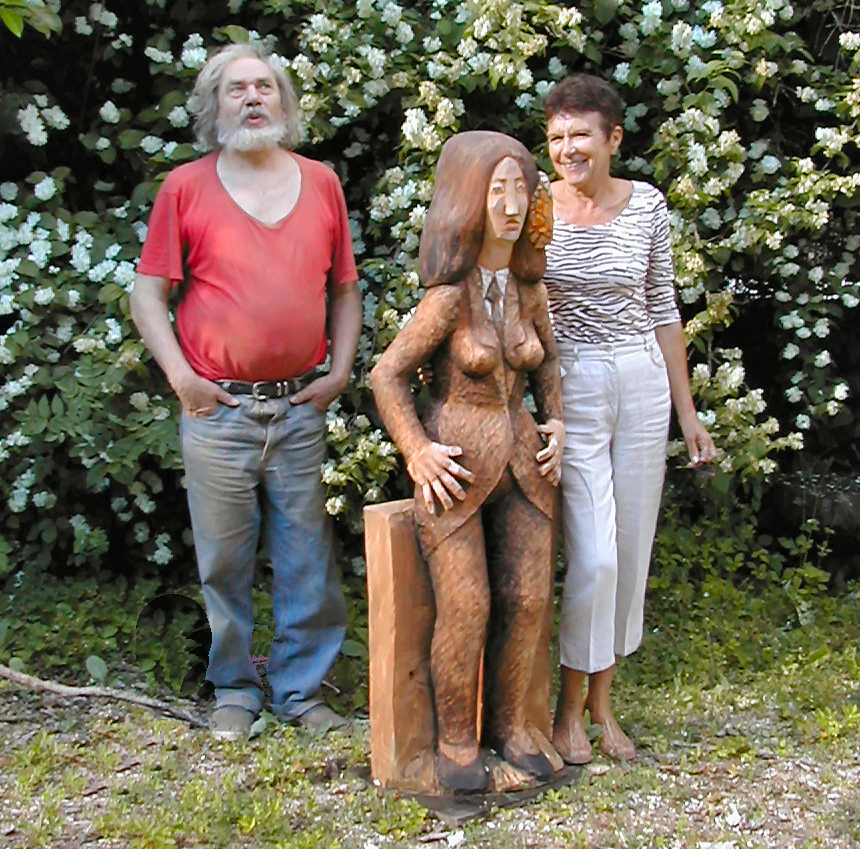
Pierre Merlier (à gauche) posant à côté de sa sculpture George Sand (2004).

### Œuvres monumentales
Les villes suivantes conservent des œuvres monumentales de l'artiste :
- Auxerre ;
- Beaune ;
- Chambéry ;
- Decize ;
- Dijon ;
- La Guerche ;
- Le Creusot ;
- Paris, rue Madame, lycée Louis Armand ;
- Aley au Liban ;
- Piešťany en Slovaquie.

### Collections publiques
Source : curriculum vitae Pierre Merlier.
- Château de Piestany, en Slovaquie ;
- Mont-de-Marsan, musée Despiau-Wlérick ;
- Fondation Johnson en France ;
- Fondation Marcel Bleustein Blanchet à Paris ;
- Musée national du Sport à Paris ;
- Musée du Rire et de l'Humour, Montréal, Québec[12] ;
- Fondation Cérès Franco[13],[14], Montolieu.

## Récompenses
- 1956 : prix de la Jeune sculpture.
- 1961 : bourse de Fondation Marcel-Bleustein-Blanchet pour la vocation.
- 1969 : prix Despiau-Wlérick ; prix de la Société nationale des beaux-arts.
- 1985 : prix de la Fondation Johnson France.
- 2010 : prix de l'Académie Henri Boitiat ; prix du public à Barbizon[15],[8]

## Devenir
L'association « Maison Pierre Merlier » a pour but d'aider à la conservation, la promotion et la diffusion de l'œuvre de Pierre Merlier. Elle a ouvert, en mai 2019, au Moulin du Saulce à Escolives-Sainte-Camille, le Musée Pierre-Merlier.